# Gianluigi Buffon
Gianluigi Buffon, detto Gigi (Carrara, 28 gennaio 1978), è un dirigente sportivo ed ex calciatore italiano, di ruolo portiere, capo delegazione della nazionale italiana.
Considerato da molti il miglior portiere della storia del calcio, è diventato campione del mondo nel 2006 e vicecampione d'Europa nel 2012 con la nazionale italiana.
Con i club ha vinto dieci scudetti – record assoluto –, un campionato di Serie B, sei Coppe Italia, sette Supercoppe italiane, una Coppa UEFA, un campionato di Ligue 1 e una Supercoppa di Francia. Con la nazionale italiana, di cui detiene il record di presenze (176), è stato campione del mondo nel 2006 e vicecampione d'Europa nel 2012, partecipando a cinque mondiali (primato condiviso con Antonio Carbajal, Rafael Márquez, Guillermo Ochoa, Lionel Messi, Cristiano Ronaldo e Lothar Matthäus), quattro europei e due Confederations Cup. Prima di entrare nel giro della nazionale maggiore ha vinto un europeo di categoria con l'Under-21 nel 1996, e nello stesso anno ha preso parte ai Giochi della XXVI Olimpiade.
Detiene il record di imbattibilità nella Serie A a girone unico, avendo mantenuto la sua porta inviolata per 974 minuti nella stagione 2015-2016. È il giocatore con più apparizioni nella storia della Serie A, nonché quello che ha giocato più partite nel massimo campionato italiano con la maglia della Juventus, club del quale è il giocatore più titolato nella storia con 21 trofei vinti. Insieme a Paolo Maldini, è inoltre uno dei due calciatori italiani ad aver superato le 1000 presenze in carriera, risultando al quinto posto per presenze nella storia del calcio. Figura poi al secondo posto tra i giocatori più anziani ad aver disputato un incontro nella massima serie italiana, dietro solo a Marco Ballotta, e al secondo posto anche per quanto riguarda la UEFA Champions League, dietro lo stesso Ballotta.
Nel 2006 è stato premiato dalla FIFA come miglior portiere del mondiale e si è classificato secondo – dietro al connazionale Fabio Cannavaro – nella classifica del Pallone d'oro e quarto nel 2017 all’età di 39 anni. È stato candidato 11 volte a questo premio risultando settimo (insieme a Zlatan Ibrahimovic) nella storia per numero di candidature (primo tra i portieri), dietro a Cristiano Ronaldo (18), Lionel Messi (16), Paolo Maldini (13), Karim Benzema (13), Johan Cruijff (12) e Franz Beckenbauer (12).
Nel 2003, la UEFA lo ha premiato con il titolo di miglior portiere e, unico caso tra i giocatori del suo ruolo, miglior giocatore della stagione.
Inoltre è al sesto posto, a pari merito con Lionel Messi, per numero di presenze nelle competizioni UEFA per club (167), dietro a Cristiano Ronaldo (197), Pepe Reina (190), Iker Casillas (188), Paolo Maldini (174) e Xavi Hernandez (173).
Tra il 2003 e il 2017 è stato eletto cinque volte "Portiere dell'anno" dall'IFFHS, record condiviso con Iker Casillas e Manuel Neuer; altre sei volte, tra il 2008 e il 2016, ha ottenuto il secondo posto (record). Sempre dall'IFFHS è stato premiato come miglior portiere del decennio 2000-2010, del quarto di secolo 1987-2011 e del XXI secolo (prendendo però solo in considerazione i risultati ottenuti dal 2001 al 2011). Nel 2009 è stato inserito nella squadra ideale del decennio dal Sun, mentre nel 2004 è stato inserito nella FIFA 100, una lista dei 125 più grandi giocatori viventi, selezionata da Pelé e dalla FIFA in occasione delle celebrazioni del centenario della federazione. Nel 2016, a Monte Carlo, è stato premiato con il Golden Foot, diventando il primo portiere nella storia a ricevere tale riconoscimento.

## Biografia
Nasce a Carrara, in Toscana, anche se la famiglia paterna è di origine friulana, di Latisana, in una famiglia di sportivi: la madre Maria Stella Masocco è stata tre volte campionessa italiana di getto del peso e lancio del disco, lo zio Dante Masocco ha giocato a livello nazionale e nella Serie A1 di pallacanestro, il padre Adriano ha militato nella nazionale di getto del peso e le sorelle Guendalina e Veronica sono state pallavoliste affermate. È inoltre lontano parente di Lorenzo Buffon, portiere di Milan, Genoa, Inter, Fiorentina e della nazionale: Lorenzo è cugino di secondo grado del nonno di Gianluigi.
Nonostante fin da bambino sia stato tifoso del Genoa, dalla stagione 2002-2003 porta scritto sui guanti l'acronimo "C.U.I.T.", che significa Commando Ultrà Indian Trips, ovvero il nome di un gruppo di tifosi ultras della Carrarese, di cui è stato azionista. Possiede un ristorante nel centro della città di Pistoia, intitolato "Zerosei", e lo stabilimento balneare "La Romanina" in località Ronchi.
Fra il dicembre del 2003 e il giugno 2004 Buffon ha sofferto di depressione. Nella sua autobiografia affermerà di essersi ripreso prima del campionato d'Europa 2004.
È stato opinionista fisso nel programma di Darwin Pastorin, Le partite non finiscono mai, tra il settembre 2006 e il maggio 2007.
Il 14 novembre 2008 esce Numero 1, testo autobiografico scritto con Roberto Perrone, in cui Buffon viene definito nell'introduzione «il più grande portiere del mondo, uno dei quattro o cinque che resteranno per sempre nell'immaginario mondiale del football».

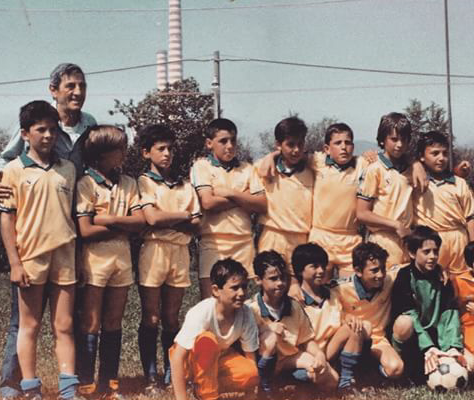
Buffon da bambino (in piedi, primo da sinistra) con la maglia dei "Pulcini" del Canaletto, nel 1986

Il 16 luglio 2010 è diventato socio azionario della Carrarese, squadra della sua città natale, acquisendo il 50% della proprietà assieme a Cristiano Lucarelli e Maurizio Mian. Il 10 giugno 2011 acquisisce il 20% delle quote azionarie della società, Dal 2012 al 2015 ne è unico azionista.
Il 30 maggio 2011 è entrato a far parte del Consiglio di amministrazione di Zucchi con una quota del 19,4%. Nel luglio 2011 la CONSOB lo multa per un ammontare di circa 60 000 euro «per non avere dato conto di avere superato le soglie rilevanti del 2%, del 5% e poi 10% nel capitale di Zucchi». Nel 2014 acquisisce il 56% delle azioni, diventandone azionista di maggioranza. Quest'operazione ha destato qualche perplessità da parte dei media, essendo essa uno degli sponsor della FIGC.
Il 16 giugno 2011 si è sposato con la showgirl ceca Alena Šeredová, alla quale era legato sentimentalmente dal 2005. Da lei ha avuto due figli: Louis Thomas, nato il 28 dicembre 2007, il cui secondo nome è stato scelto in onore del suo idolo sportivo, il portiere camerunense Thomas N'Kono, e David Lee, nato il 31 ottobre 2009. La coppia si è separata nel 2014. In seguito si è legato sentimentalmente alla giornalista di Sky Ilaria D'Amico, con la quale, il 6 gennaio 2016, ha avuto il suo terzo figlio, Leopoldo Mattia. Il 28 settembre 2024 Buffon e la D'Amico si sono sposati a Forte dei Marmi.
Il 7 maggio 2012 è stato eletto vicepresidente dell'Associazione Italiana Calciatori, prima volta per un giocatore in attività.
Il figlio Louis Thomas Buffon è un calciatore del Pisa e della nazionale U18 della Repubblica Ceca. 

### Pubblicità
Nell'estate 2009 viene ingaggiato come testimonial dalla poker room online PokerStars. Nell'ottobre 2011, insieme alla ballerina Eleonora Abbagnato, gira uno spot pubblicitario per Ferrarelle. Anni dopo, nel 2016, subentra all'attore Rocco Siffredi come testimonial pubblicitario di Amica Chips mentre nel 2018 tocca alla Birra Moretti che lancia con la sua immagine una campagna multimediale chiamata Fai ridere Gigi Buffon. Torna come testimonial nel 2019, assieme alla calciatrice e capitana juventina Sara Gama, per l'azienda Head & Shoulders.

### Controversie
Durante la sua prima militanza nel Parma, Buffon fu al centro di controversie relative all'ostentazione di simboli riconducibili all'estrema destra. Il primo caso risale al 26 settembre 1999 quando, durante una partita casalinga contro la Lazio, esibì sulla sua divisa da gioco la scritta a pennarello "Boia chi molla", motto di stampo fascista: in seguito si scusò pubblicamente per il fatto – «sono ignorante di queste cose, venivamo da una batosta e volevo semplicemente dire di non mollare», dichiarò nella circostanza –, ma venne comunque deferito dal presidente della Federcalcio, Luciano Nizzola, e multato per 5 milioni di lire.
Un anno più tardi, prima dell'inizio del campionato 2000-01, scelse inizialmente l'88 come numero di maglia, poiché costituito da quattro "palle", simbolo della rinascita dopo l'infortunio che gli aveva impedito di partecipare al campionato d'Europa 2000. La scelta tuttavia suscitò le polemiche di varie associazioni, tra cui il responsabile dello sport della comunità ebraica di Roma Vittorio Pavoncello, a causa del fatto che tale numero richiama, in ambito neonazista, il saluto hitleriano (Heil Hitler, essendo la H l'ottava lettera dell'alfabeto): scoperto anche questo richiamo reazionario, il portiere decise di passare alla maglia numero 77 onde evitare possibili strumentalizzazioni. In quello stesso periodo, si iscrisse alla facoltà di giurisprudenza dell'Università di Parma presentando un falso diploma di ragioneria: inizialmente a rischio di reclusione, patteggiò una sanzione pari a 6 milioni di lire.
Nel maggio 2006, a ridosso dello scoppio di Calciopoli, risultò tra gli indagati in un giro di scommesse clandestine, circostanza che avrebbe potuto comportare una squalifica; dichiaratosi estraneo ai fatti, nel dicembre dello stesso anno, dopo ulteriori indagini, fu prosciolto dalle accuse. In occasione dei festeggiamenti al Circo Massimo per la vittoria del campionato del mondo 2006, finì ancora al centro delle polemiche a causa di elementi legati alla destra estrema, in questo caso uno striscione – ricevuto dalla folla – su cui campeggiavano la scritta «Fieri di essere italiani» e una croce celtica.

## Caratteristiche tecniche

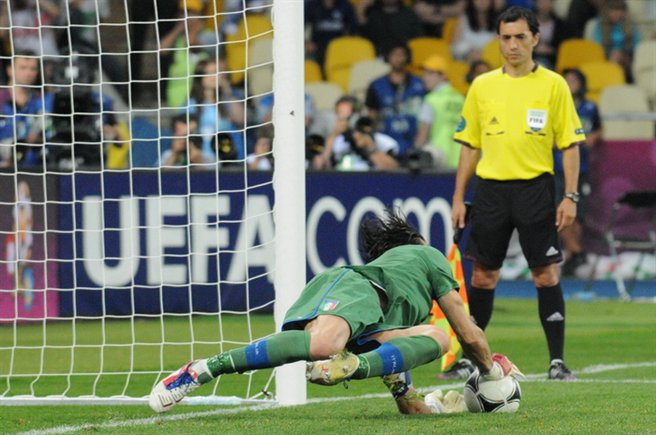
Buffon para il tiro di rigore di Ashley Cole nei quarti di finale del contro l'

Portiere di grande carisma e temperamento, abbinava a un ottimo senso della posizione eccellenti doti tecniche, fisiche e atletiche, che gli consentivano di destreggiarsi con efficacia nelle parate in tuffo e nelle uscite alte; in quest'ultimo gesto tecnico, pur essendo dotato di una buona presa, era solito preferire la respinta, indirizzando il pallone verso il compagno meglio piazzato. Molto abile anche nelle uscite basse, col passare del tempo ha tuttavia ridotto la frequenza di questo genere di interventi. Talento originariamente «istintivo e frenetico», ha palesato negli anni una progressiva maturazione sul piano caratteriale e tecnico, affermandosi come portiere calmo, essenziale e di grande longevità sportiva.
Nonostante la statura elevata, possedeva ottimi riflessi e notevole agilità; si distingueva, inoltre, per la costanza di rendimento, la concentrazione, il buon rinvio col piede destro e l'ottimo controllo di palla, che all'occorrenza sfruttava per eludere il pressing dell'avversario, propensione, quest'ultima, manifestata soprattutto in giovane età, dapprima con una certa avventatezza e successivamente con più prudenza. Non mancava nel suo repertorio l'abilità nel parare i calci di rigore: nel corso della sua carriera ha neutralizzato numerosi tiri dal dischetto, alcuni dei quali in circostanze decisive.

## Carriera

### Giocatore

#### Club

##### Gli inizi, Parma

Un giovane Buffon al Parma il 26 novembre 1995, alla sua seconda partita in Serie A

Inizia nella scuola calcio Canaletto, una società di calcio dilettantistica della Spezia. Passato nella categoria pulcini, torna a Carrara per giocare nel Perticata, altra formazione dilettantistica. A 12 anni passa al Bonascola, squadra della sua città natale.
All'età di 13 anni, il 13 giugno 1991, viene acquistato dal Parma per 15 milioni di lire pagabili in due anni. Dopo gli inizi da centrocampista, giocò tra i pali a 14 anni per sopperire all'assenza di entrambi i portieri, infortunati. Da quel momento mantenne pressoché stabilmente la posizione di estremo difensore, ispirato – come da lui rivelato negli anni seguenti – dal camerunense Thomas N'Kono. In gialloblu, è cresciuto calcisticamente grazie alla guida di Ermes Fulgoni (preparatore dei portieri, ritenuto un maestro dallo stesso Buffon) e Villiam Vecchi.
Nella stagione 1995-1996 venne aggregato alla prima squadra. L'allenatore Nevio Scala decise di farlo esordire dopo l'infortunio occorso al portiere titolare Luca Bucci, preferendolo ad Alessandro Nista, che era il secondo portiere designato. Esordì in Serie A il 19 novembre 1995, a 17 anni, nella partita contro il Milan terminata senza gol, nella quale figurò tra i migliori in campo. La domenica seguente, nella gara con la Juventus, incassò la sua prima rete dal difensore Ciro Ferrara: l'incontro si concluse 1-1.
Nella stagione 1996-1997 diviene titolare della squadra parmense, e il 24 settembre 1996 debuttò nelle coppe continentali, giocando contro il Vitoria Guimaraes in Coppa UEFA: i portoghesi vinsero per 2-0, eliminando i ducali dal torneo. A fine stagione raggiunse il secondo posto in campionato alle spalle della Juventus, ottenendo la prima storica qualificazione in UEFA Champions League del Parma.

Buffon (in piedi, primo da sinistra) nel Parma artefice del double continentale 1998-1999

La stagione seguente, Buffon fece il suo debutto nella massima competizione europea per club: la prima apparizione fu nella partita di andata del turno preliminare contro il Widzew Łódź (vinta 3-1), il 13 agosto 1997, all'età di 19 anni e 197 giorni, mentre il debutto nella fase a gironi avvenne il 1º ottobre seguente, nella vittoria per 2-0 contro il Galatasaray. Nel corso della stagione gli venne affibiato il soprannome Superman, dopo aver parato un calcio di rigore a Ronaldo nella trasferta contro l'Inter.
Nella stagione 1998-1999 Buffon vinse, il 5 maggio 1999, la Coppa Italia contro la Fiorentina, battendola grazie alla regola dei gol in trasferta e, sette giorni dopo, la Coppa UEFA sconfiggendo in finale i francesi dell'Olympique Marsiglia per 3-0, vincendo così il suo primo trofeo internazionale. L'annata seguente si aprì con la vittoria della Supercoppa italiana ai danni dei campioni d'Italia del Milan. Tuttavia i ducali non colsero nessun risultato di rilievo nel corso dell'annata e di quella successiva e, nell'estate del 2001, Buffon decise di lasciare la formazione emiliana dopo 6 stagioni e tre trofei vinti.

##### Juventus

###### 2001-2011
Dopo aver perfezionato l'acquisto di Lilian Thuram dal Parma, il 3 luglio 2001, sempre dagli emiliani, la Juventus acquista Buffon per 75 miliardi di lire più la cessione a titolo definitivo di Jonathan Bachini, valutato 30 miliardi; Buffon diviene così l'acquisto più oneroso nella storia della società bianconera (primato mantenuto fino al 2016, anno in cui la Juventus acquisterà Gonzalo Higuaín dal Napoli per 90 milioni di euro), nonché il calciatore italiano e il portiere più costoso di sempre (record, quest'ultimo, battuto nel 2018 con i trasferimenti di Alisson Becker al Liverpool e di Kepa Arrizabalaga al Chelsea, rispettivamente per 75 e 80 milioni di euro).

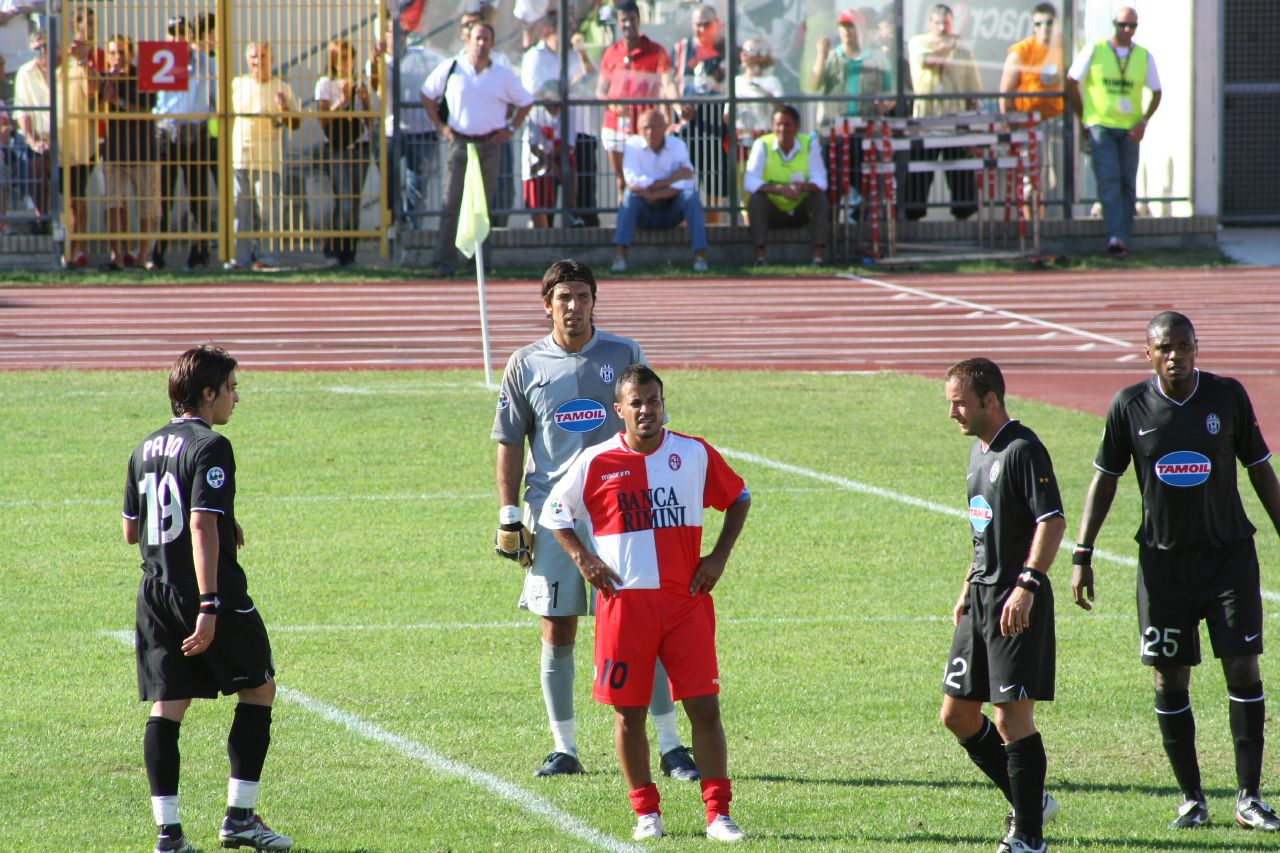
Buffon difende la porta della Juventus nel 2006, contro il, all'esordio in Serie B

Nella sua prima stagione in bianconero, dopo un avvio incerto, incrementa il proprio rendimento e vince lo scudetto, il primo della carriera, con un sorpasso sull'Inter all'ultima giornata. Nel 2002-2003 vince la Supercoppa italiana e un altro scudetto, perdendo ai tiri di rigore la finale della UEFA Champions League contro il Milan: già protagonista di un rigore respinto a Luís Figo nella semifinale contro il Real Madrid, nell'ultimo atto del torneo compie una difficile parata su Filippo Inzaghi – annoverata dallo stesso Buffon tra le più belle della sua carriera – e poi, nell'epilogo dal dischetto, neutralizza i penalty di Clarence Seedorf e K'akhaber K'aladze, ma il suo avversario Dida ne para tre e la coppa va al Milan, che vince per 3-2. Quell'anno viene premiato dalla UEFA come miglior giocatore della stagione: nessun portiere aveva mai ricevuto prima questo riconoscimento.

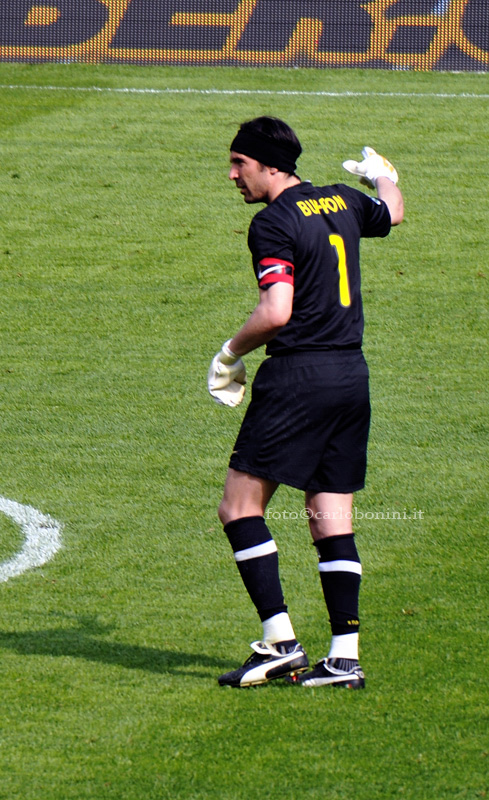
Buffon numero uno juventino nel 2009

Vinta nell'estate seguente la Supercoppa italiana 2003, ancora ai rigori e sempre contro il Milan – decisiva la parata di Buffon sul tiro di Cristian Brocchi –, nella stagione 2003-2004 la Juventus si classifica terza in campionato.
Nelle stagioni 2004-2005 e 2005-2006, con Fabio Capello in panchina, Buffon vince rispettivamente il terzo e il quarto scudetto della sua carriera, in seguito revocati per le vicende di Calciopoli. Nella prima parte della stagione 2005-2006, è costretto a stare lontano dai campi da gioco per un infortunio alla spalla occorso dopo uno scontro con il rossonero Kaká nel Trofeo Berlusconi. Il Milan cederà il portiere Christian Abbiati in prestito gratuito per "risarcire" la Juventus. Retrocesso in Serie B nel 2006 sempre a causa di Calciopoli, decide, a differenza di diversi compagni di squadra, di continuare la sua avventura con la società piemontese anche nella divisione cadetta: per questo motivo, nel mese di novembre, la Juventus lo ringrazierà pubblicamente acquistando una pagina di ognuno dei tre quotidiani sportivi nazionali (Corriere dello Sport - Stadio, La Gazzetta dello Sport, Tuttosport), pubblicandovi queste parole: «La tua maglia dice chi sei. La società, i compagni, i tifosi e i partner ringraziano Gigi Buffon per essere ancora e sempre il loro numero uno». Frattanto, al terzo turno della Coppa Italia 2006-2007, Buffon si incarica di calciare il primo penalty della gara contro il Napoli decisa ai tiri di rigore, sbagliandolo; in seguito ne parerà due, senza riuscire a evitare la sconfitta e l'eliminazione della propria squadra. Il 18 novembre, durante il match esterno contro l'AlbinoLeffe conclusosi 1-1, riceve la sua prima espulsione in carriera, per un fallo su Ruben Garlini.
A fine stagione la Juventus si classifica al primo posto nonostante la penalizzazione, ritrovando la Serie A.
Durante la stagione 2007-2008 Buffon inizia a soffrire di acciacchi fisici, che lo affliggeranno anche nelle due stagioni successive, costringendolo a saltare diversi incontri. Per la Juventus sono anni altalenanti: dopo un terzo e un secondo posto ottenuti nelle stagioni 2007-2008 e 2008-2009, con i tecnici Claudio Ranieri e Ciro Ferrara, le due annate successive vedono i bianconeri, guidati inizialmente ancora da Ferrara e poi da Alberto Zaccheroni e Luigi Delneri, classificarsi settimi.

###### 2011-2018

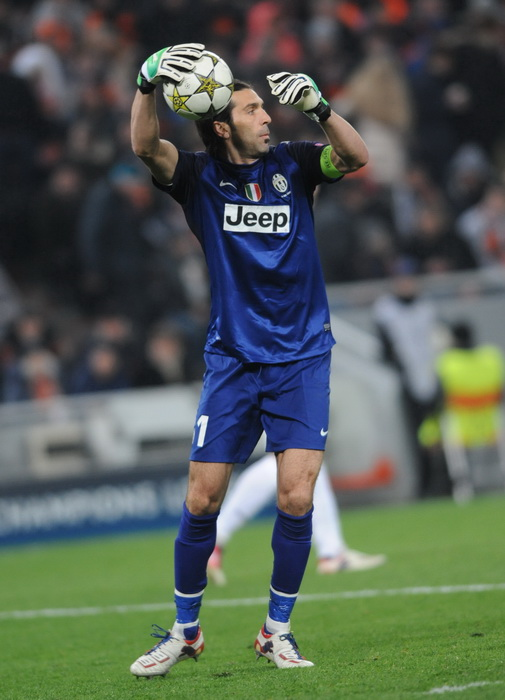
Buffon neocapitano bianconero nella stagione 2012-2013

L'arrivo di Antonio Conte sulla panchina della Juventus coincide con il ritorno ad alti livelli della squadra torinese, che dal 2012 al 2014 si aggiudica tre scudetti consecutivi e due Supercoppe italiane. Divenuto capitano nel 2012 in seguito all'addio di Alessandro Del Piero, nel campionato 2013-14 mantiene la sua porta inviolata per 745' stabilendo – oltreché un record personale – la sesta miglior prestazione di tutti i tempi in Serie A.
Terminato il ciclo di Conte, sostituito da Massimiliano Allegri nella stagione 2014-2015, la Juventus non riesce a vincere la terza Supercoppa italiana di fila, persa ai rigori contro il Napoli, ma conquista il quarto scudetto consecutivo, seguito dalla Coppa Italia (competizione in cui Buffon non scende mai in campo, sostituito da Marco Storari). Nello stesso anno raggiunge la finale della UEFA Champions League, contro il Barcellona, perdendo per 3-1 nonostante la buona prova di Buffon. Al termine della competizione, l'estremo difensore viene inserito nella squadra ideale dell'edizione 2014-2015.

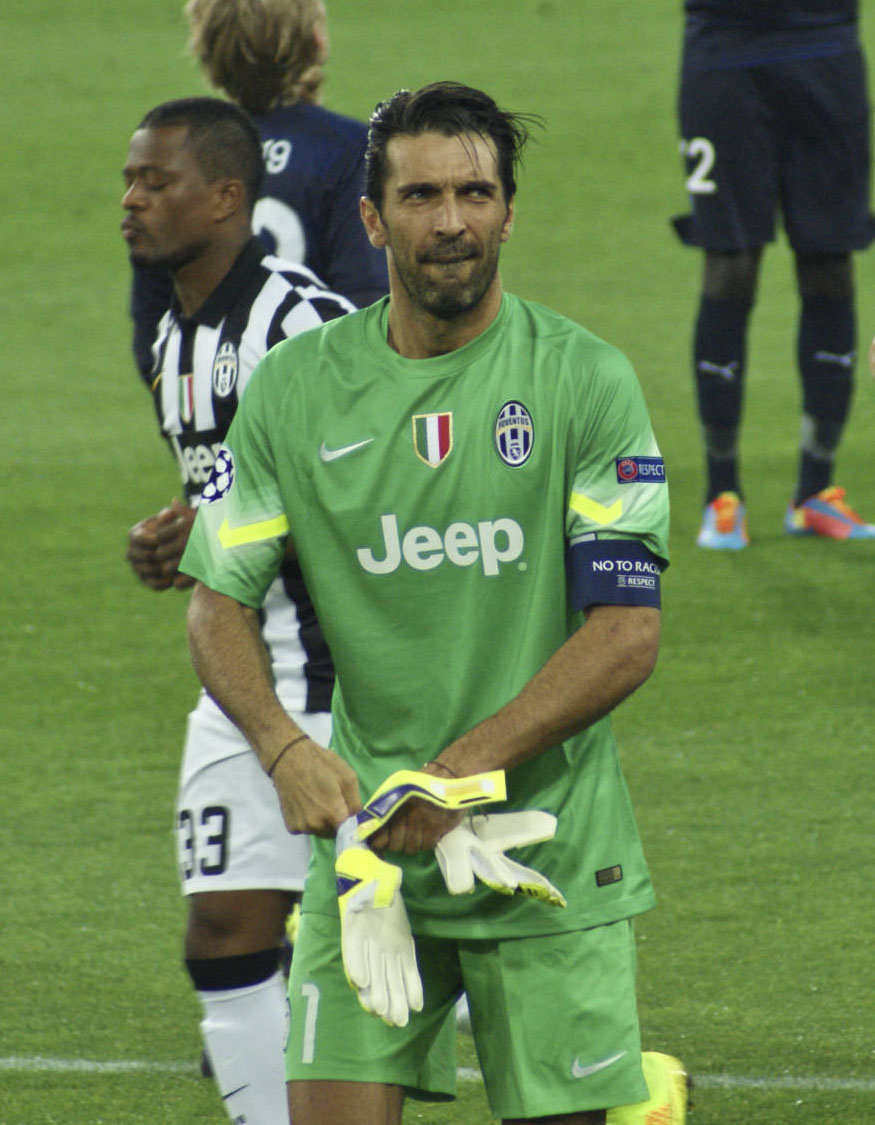
Buffon all'esordio stagionale in UEFA Champions League 2014-2015 contro il

L'8 agosto 2015, con la vittoria per 2-0 sulla Lazio, vince la quinta Supercoppa italiana con la Juventus e la sesta personale, raggiungendo Dejan Stanković nella speciale classifica di trofei vinti (6). Il 12 agosto si è classificato al quarto posto dell'UEFA Best Player in Europe Award. Il 21 ottobre, nella partita casalinga di UEFA Champions League pareggiata 0-0 contro il Borussia M'gladbach, supera Alessandro Del Piero al primo posto della classifica dei minuti giocati con la Juventus. A partire dal 64' di Sampdoria-Juventus (1-2) del 10 gennaio 2016, in cui subisce una rete da Antonio Cassano, è protagonista di un lungo periodo di inviolabilità, che lo porta a stabilire due record: l'11 marzo, a seguito della vittoria per 1-0 contro il Sassuolo, diventa il portiere con la più lunga striscia di imbattibilità in Serie A nella storia della Juventus, superando il precedente primato di Dino Zoff; il 20 marzo, in Torino-Juventus, batte anche il record assoluto della massima serie (stabilito da Sebastiano Rossi nel 1994), migliorandolo fino a 974 minuti, quando subisce su rigore il gol di Andrea Belotti. Vince il campionato alla trentacinquesima giornata, grazie alla vittoria conseguita contro la Fiorentina per 1-2 (nella quale, nel finale, risulta decisivo ai fini del risultato parando un rigore a Nikola Kalinić) e alla sconfitta del Napoli secondo in classifica per 1-0 nella trasferta di Roma, nel posticipo giocato il lunedì pomeriggio. Il 21 maggio, pur non scendendo in campo durante la partita (così come durante tutta la competizione, sostituito da Neto), vince la seconda Coppa Italia consecutiva con la Juventus, la terza personale.
L'11 ottobre 2016 si aggiudica la 14ª edizione del Golden Foot; nello stesso mese viene inserito dalla testata francese France Football fra i 30 candidati alla vittoria del Pallone d'oro. Il 2 novembre, nel pareggio casalingo contro il Lione (1-1), raggiunge quota 100 presenze in UEFA Champions League (escluse quelle nei turni preliminari). Il 23 dicembre disputa la finale di Supercoppa italiana 2016 contro il Milan, in cui i rossoneri si impongono ai tiri di rigore. L'8 aprile 2017, nella gara di ritorno contro il Chievo, tocca quota 616 presenze in Serie A, superando Javier Zanetti al secondo posto della classifica dei calciatori con più partite disputate nel massimo campionato italiano. Alla fine di maggio mette in bacheca sia la Coppa Italia (non giocando nessuna gara della manifestazione) che il sesto campionato di fila. Non riesce invece l'affermazione in Europa, dove la Juventus esce sconfitta nella finale della UEFA Champions League dinanzi al Real Madrid, vittorioso per 1-4; per Buffon si tratta della terza finale di Champions League persa, dopo i precedenti del 2003 contro il Milan e 2015 contro il Barcellona. L'estremo difensore bianconero viene comunque premiato come miglior portiere del torneo continentale e, per la quinta volta in carriera, come Miglior portiere dell'anno IFFHS; giunge inoltre 4º nella corsa al Pallone d'oro, ottenendo il suo miglior piazzamento dopo il secondo posto del 2006.

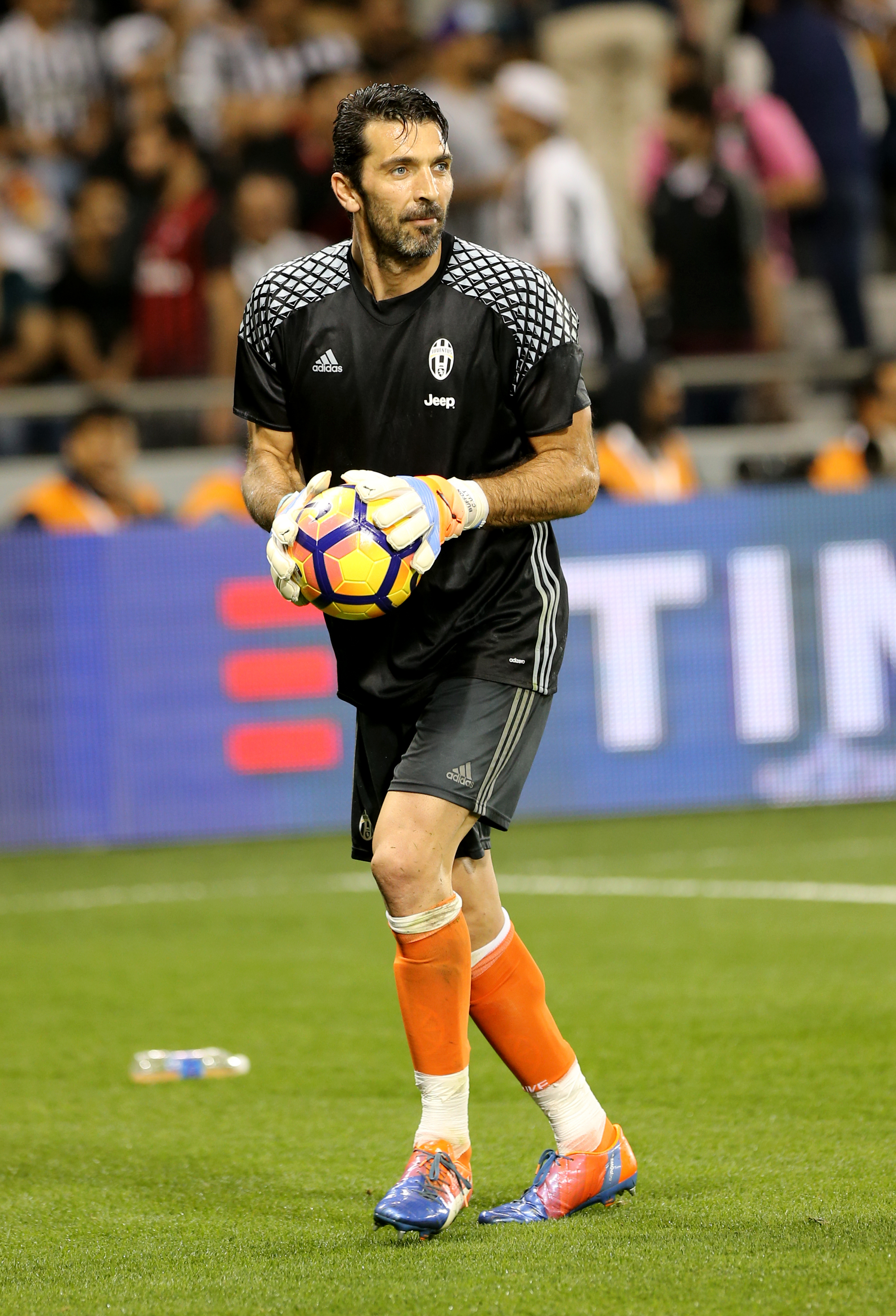
Buffon in riscaldamento prima della Supercoppa italiana 2016

Nella sua diciassettesima stagione in maglia bianconera, in cui si alterna a difesa della porta con il neoacquisto Wojciech Szczęsny, conquista rispettivamente la quarta Coppa Italia e il settimo scudetto di fila: Buffon, insieme ai compagni di squadra Barzagli, Chiellini, Lichtsteiner e Marchisio, è tra i 5 eptacampioni d'Italia di questo ciclo juventino. Il cammino in UEFA Champions League si interrompe ai quarti di finale contro il Real Madrid: nei minuti conclusivi della gara di ritorno, a seguito di un rigore assegnato agli spagnoli, poi rivelatosi decisivo, Buffon viene espulso per proteste e, dopo aver apertamente criticato la direzione arbitrale nel post partita, subisce una squalifica di tre giornate.
In scadenza di contratto, il 19 maggio 2018, in occasione dell'ultima gara di campionato contro il Verona, gioca l'ultima partita del suo primo e più lungo ciclo in maglia bianconera; si svincola dal club torinese il 1º luglio seguente, sancendo di fatto la promozione di Szczęsny a nuovo numero uno juventino.

##### Paris Saint-Germain

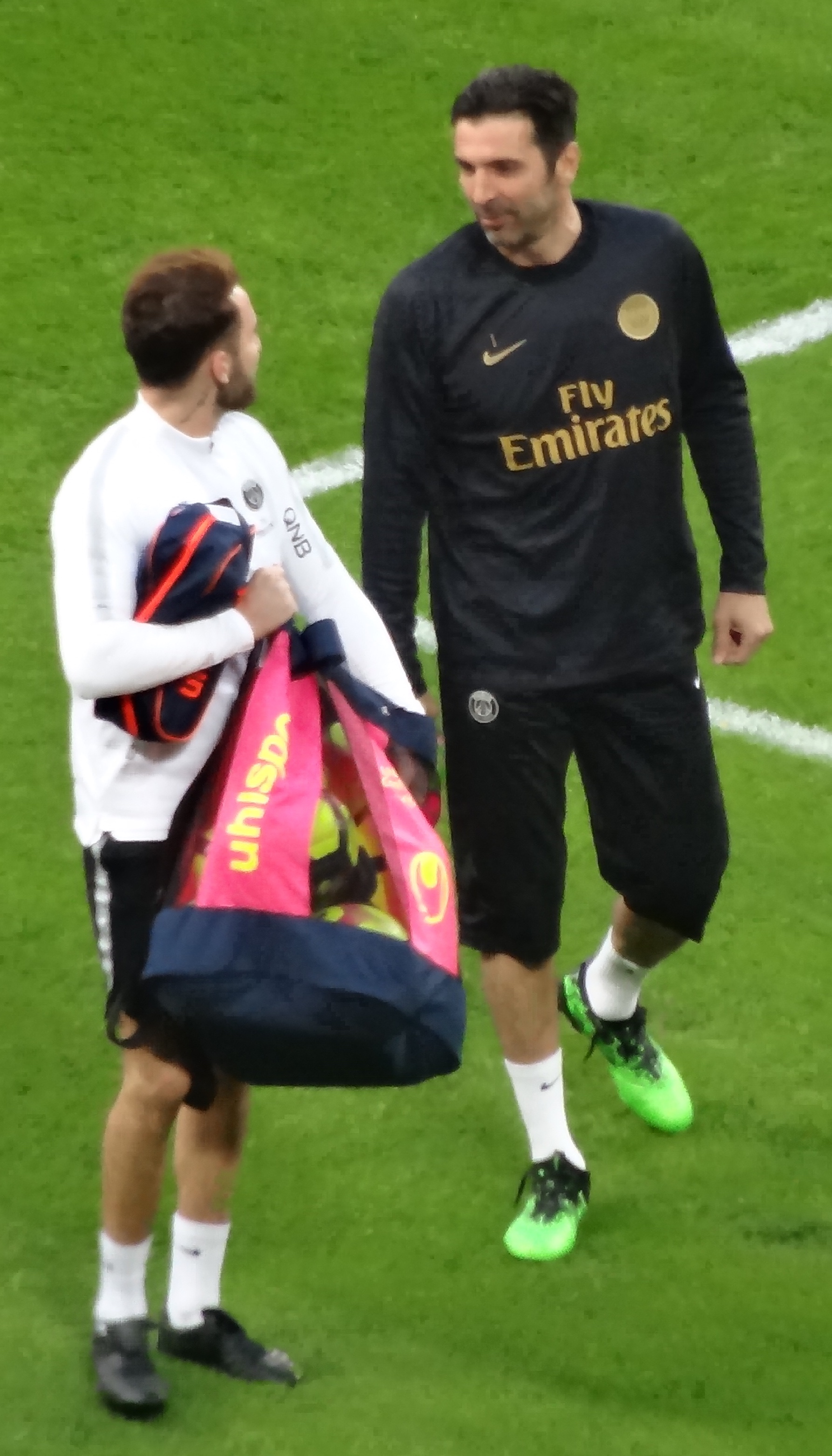
Buffon durante la stagione 2018-2019 trascorsa al

Il 6 luglio 2018, a 40 anni, viene ingaggiato a parametro zero dai francesi del Paris Saint-Germain. Nel corso della stagione si alterna con l'altro portiere, il francese Alphonse Areola. Fa il suo esordio ufficiale con la maglia dei parigini il 4 agosto 2018 nella Supercoppa di Francia, vinta ai danni del Monaco (4-0); il successivo 6 novembre debutta in UEFA Champions League con i parigini, nella trasferta contro il Napoli (1-1), dopo aver scontato i tre turni di squalifica comminatagli dall'UEFA in seguito alle dichiarazioni al termine della partita Real Madrid-Juventus del precedente 11 aprile. Suo malgrado, un errore dello stesso Buffon contribuisce all'eliminazione dei parigini dalla competizione continentale, agli ottavi di finale, per mano del Manchester Utd che vince 3-1 la gara di ritorno al Parco dei Principi, ribaltando lo 0-2 dell'andata.

##### Ritorno alla Juventus
Sul finire della stagione il portiere, in scadenza di contratto, annuncia la decisione di non proseguire il rapporto con il club francese e, una volta svincolatosi, il 4 luglio 2019 fa ritorno dopo appena un anno alla Juventus. La scelta dell'insolita maglia numero 77, già indossata ai tempi del Parma, esplicita il ruolo di dodicesimo alle spalle del titolare designato, che rimane Szczęsny.
Fa il suo secondo esordio con i bianconeri il 21 settembre 2019 nella vittoria casalinga contro il Verona (2-1). Il 28 settembre successivo, venendo schierato in occasione della partita contro la SPAL, raggiunge la 903ª partita con squadre di club, superando il precedente primato appartenuto a Paolo Maldini. Il 12 novembre, disputando all'età di 41 anni, 10 mesi e 13 giorni la partita di UEFA Champions League contro il Bayer Leverkusen, diventa il secondo giocatore più anziano a essere sceso in campo in tale competizione, alle spalle del solo Marco Ballotta. Il 18 dicembre, contro la Sampdoria (battuta 1-2), diventa il giocatore con più presenze in Serie A nella storia della Juventus, superando le 478 apparizioni di Alessandro Del Piero. Il 4 luglio 2020, in occasione del derby vinto 4-1 contro il Torino, tocca quota 648 presenze in A superando l'ex primatista, Paolo Maldini, per presenze nella massima serie.

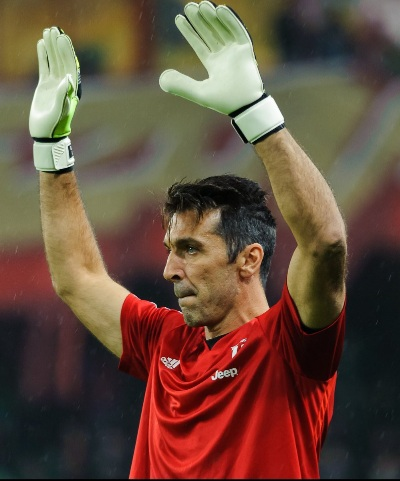
Buffon durante la sua seconda esperienza alla Juventus nel 2019

L'8 dicembre 2020 grazie alla presenza contro il Barcellona stabilisce un nuovo record, diventando l'unico giocatore della storia della Coppa dei Campioni/UEFA Champions League ad avere almeno una presenza in quattro decenni consecutivi.
L'11 maggio 2021 annuncia la sua decisione di lasciare definitivamente la Juventus a fine stagione. Il giorno seguente, nella partita contro il Sassuolo, all'età di 43 anni e 104 giorni, diventa il portiere più anziano della storia della Serie A a parare un calcio di rigore; il successivo 19 maggio, vincendo per la sesta volta la Coppa Italia (quinta volta con i bianconeri), eguaglia Roberto Mancini per numero di vittorie nella competizione.

##### Ritorno al Parma e ritiro
Dopo la scelta di non rinnovare il contratto in scadenza con la Juventus, il 17 giugno 2021 viene annunciato il suo ritorno al Parma, a vent'anni di distanza dalla fine della sua prima esperienza con il club emiliano. Il 20 agosto seguente, 7 369 giorni dopo l'ultima gara con i crociati, compie il secondo debutto giocando la gara di Serie B pareggiata per 2-2 contro il Frosinone; dalla gara successiva, eredita la fascia da capitano dall’uscente Riccardo Gagliolo. Il 19 novembre successivo, in occasione dell'anniversario del primo esordio con la maglia del Parma, viene celebrato con una riproduzione in chiave moderna della maglia usata in quella partita, che poi indossa per la gara contro il Cosenza del 21 novembre. Il 5 febbraio 2022, in occasione del pareggio per 0-0 contro il Benevento, stabilisce un nuovo record, diventando il primo portiere a raggiungere quota 500 porte inviolate. Il 28 febbraio successivo rinnova con i ducali fino al 2024.
Termina la stagione con 27 reti subite in 26 partite.
Nella stagione 2022-2023 è vittima di qualche problema fisico e viene alternato con il portiere argentino Leandro Chichizola, ottenendo tuttavia 17 presenze in campionato. Il 30 maggio 2023, infine, scende in campo nella semifinale di andata dei play-off persa per 3-2 in trasferta contro il Cagliari, che rimane la sua ultima partita.
Il successivo 2 agosto, all'età di 45 anni, annuncia il ritiro dal calcio giocato.

#### Nazionale
Gioca in tutte le rappresentative giovanili italiane dall'Under-15 all'Under-23. Gioca l'europeo Under-15 nel 1993 in Turchia, il mondiale Under-17 nel 1993 in Giappone, arriva in finale all'europeo Under-18 del 1995 e vince l'europeo Under-21 del 1996 pur senza scendere in campo nel corso della manifestazione, in cui il portiere titolare della nazionale italiana è Angelo Pagotto; sempre nel 1996 è convocato per i Giochi olimpici, venendo preferito allo stesso Pagotto come riserva di Gianluca Pagliuca. Nell'estate 1997 con l'Italia under 23 vince i Giochi del Mediterraneo di Bari come portiere titolare.

##### 1997-2006

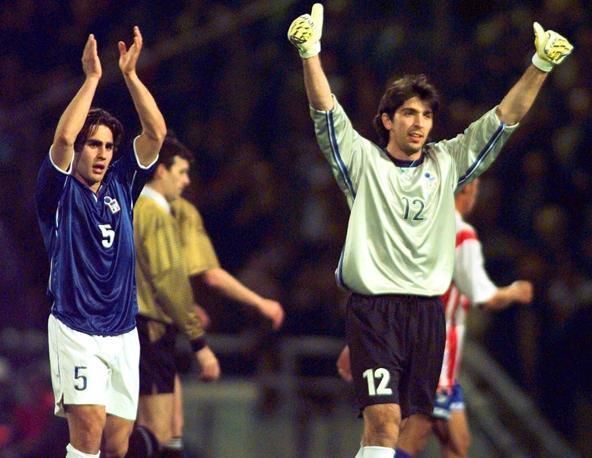
Cannavaro e Buffon nel 1998 mentre festeggiano la vittoria dell'Italia nell'amichevole di Parma contro il Paraguay

Convocato per la prima volta in nazionale maggiore dal CT Cesare Maldini, esordisce il 29 ottobre 1997, all'età di 19 anni, entrando al 32' del primo tempo al posto dell'infortunato Pagliuca in occasione della partita contro la Russia disputata a Mosca, valida per l'andata dello spareggio di qualificazione al Mondiale 1998. Durante l'incontro, subisce il suo primo gol in nazionale al 52' a causa di un'autorete di Fabio Cannavaro; la partita si conclude con il risultato di 1-1. Durante la sua seconda apparizione in azzurro, un'amichevole contro il Paraguay del 22 aprile 1998, compie un intervento annoverato fra i più belli nella storia del calcio, neutralizzando un tiro a colpo sicuro di Hugo Brizuela. Viene quindi convocato per il campionato del mondo 1998 in Francia come terzo portiere dietro Angelo Peruzzi e Pagliuca, diventando poi il secondo a causa dell'infortunio di Peruzzi, costretto a rinunciare alla manifestazione e sostituito da Francesco Toldo.
Con l'arrivo sulla panchina della nazionale del CT Dino Zoff, Buffon viene inizialmente promosso a vice di Peruzzi, ma in seguito, approfittando di alcuni acciacchi del titolare, lo sostituisce temporaneamente nel marzo e nell'aprile 1999, quindi in modo definitivo nell'ottobre dello stesso anno, divenendo il nuovo numero uno azzurro. Seppur reduce da una stagione non esaltante, è convocato come titolare per il campionato d'Europa 2000, ma è costretto a saltare la manifestazione per via di un infortunio alla mano subito durante un'amichevole di preparazione contro la Norvegia, lasciando spazio a Toldo. In seguito, sotto la guida del CT Giovanni Trapattoni, batte la concorrenza dello stesso Toldo e partecipa da titolare al campionato del mondo 2002 e al campionato d'Europa 2004, subendo rispettivamente cinque e due gol.

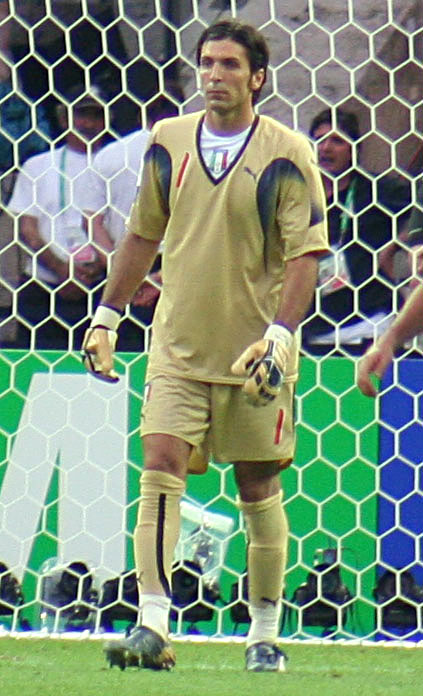
Buffon durante la finale del mondiale 2006 contro la

Buffon raggiunge i suoi massimi livelli di prestazione durante il campionato del mondo 2006 in Germania sotto la gestione tecnica del CT Marcello Lippi. Durante il torneo, infatti, subisce solo due reti, ovvero un autogol del compagno Cristian Zaccardo durante l'incontro con gli Stati Uniti nella fase a gironi (terminato con il punteggio di 1-1) e il calcio di rigore realizzato da Zinédine Zidane nella finale del 9 luglio 2006 contro la Francia. Fino a quest'ultima rete aveva mantenuto la porta italiana inviolata per 458 minuti (avvicinandosi al record nella competizione di 518 minuti stabilito da Walter Zenga nel 1990). Nella finale disputata all'Olympiastadion di Berlino, a 28 anni si aggiudica con la nazionale italiana la Coppa del Mondo, battendo i francesi dopo l'1-1 ai calci di rigore. Durante la partita è da ricordare in particolare la decisiva parata effettuata nei supplementari su colpo di testa di Zidane. Con le sue parate è stato uno dei maggiori artefici della vittoria azzurra del mondiale, venendo per questo insignito del Premio Yashin come miglior portiere del torneo. In lizza fino all'ultimo per il Pallone d'oro, si classifica secondo dietro al compagno di squadra Fabio Cannavaro.

##### 2006-2010
Al campionato d'Europa 2008, con il CT Roberto Donadoni, indossa la fascia di capitano nella gara d'esordio contro i Paesi Bassi (sconfitta per 3-0), a causa dell'assenza di Fabio Cannavaro; in seguito evita all'Italia una precoce eliminazione, parando di riflesso un rigore ad Adrian Mutu nella seconda gara del girone contro la Romania (1-1), e mantiene inviolata la porta azzurra nella decisiva vittoria contro la Francia (2-0) che vale l'accesso ai quarti di finale. Qui, nella gara che vede la Spagna estromettere gli azzurri ai tiri di rigore (2-4, 0-0 d.t.s.), neutralizza inutilmente ai fini del risultato il tiro di Daniel Güiza. Chiude la competizione con 4 reti al passivo.

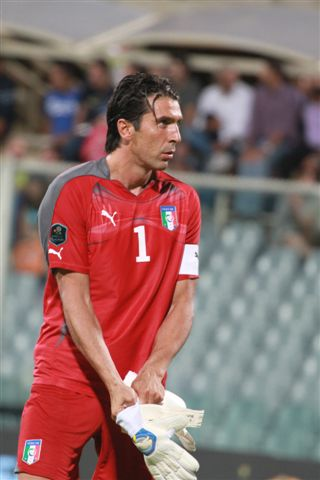
Buffon difende la porta azzurra durante la partita di qualificazione al contro la

Partecipa quindi alla Confederations Cup 2009, con Marcello Lippi tornato in panchina, dove l'Italia viene eliminata al primo turno e nella quale il portiere subisce 5 reti. Il 14 novembre dello stesso anno, nell'amichevole di Pescara contro i Paesi Bassi, raggiunge quota 100 presenze in nazionale – quarto giocatore italiano dopo Zoff, Paolo Maldini e Fabio Cannavaro a toccare tale traguardo.
Il 1º giugno 2010 viene selezionato per il campionato del mondo 2010 in Sudafrica. Nella prima partita del girone contro il Paraguay (1-1) si è infortunato alla schiena, accusando un problema sciatico che lo ha costretto a lasciare il campo durante l'intervallo; al suo posto è entrato Federico Marchetti, che è stato titolare anche per le altre due partite del girone che ha visto l'Italia eliminata. Chiude quindi la competizione con una presenza e una rete subita.

##### 2010-2018
Dopo l'addio di Lippi, arriva come CT Cesare Prandelli, il quale annuncia di nominarlo nuovo capitano della squadra non appena tornerà disponibile recuperando dall'infortunio. Rientra a giocare il 9 febbraio 2011 nell'amichevole pareggiata per 1-1 in casa della Germania. Il 6 settembre 2011, nella gara vinta per 1-0 sulla Slovenia, stabilisce il nuovo record d'imbattibilità nelle qualificazioni europee: 644'.
Selezionato per il campionato d'Europa 2012, è tra i protagonisti dell'Italia che si classifica al secondo posto, perdendo la finale ancora contro la Spagna (0-4). Al termine della manifestazione, la commissione tecnica dell'UEFA ha inserito Buffon nella lista dei migliori giocatori dell'edizione.

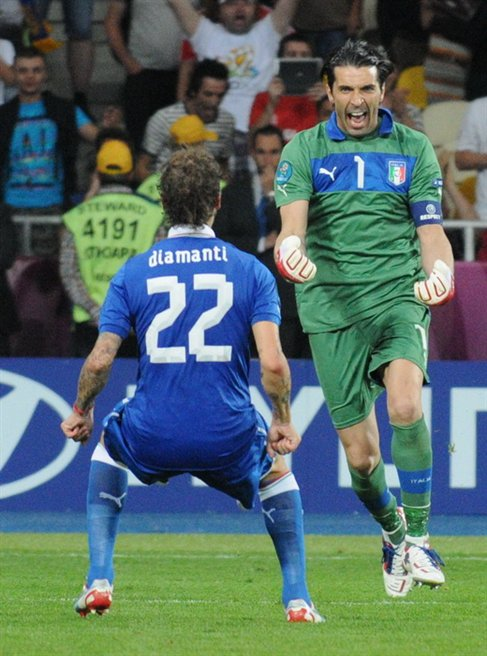
Buffon e Alessandro Diamanti esultano dopo il rigore segnato da quest'ultimo al contro l', valido per la qualificazione alla semifinale

Convocato per la Confederations Cup 2013, gioca tutte le 5 partite in cui è coinvolta la nazionale azzurra, che giunge al terzo posto dopo aver battuto l'Uruguay ai calci di rigore (dove Buffon è decisivo parando i penalty di Diego Forlán, Martín Cáceres e Walter Gargano); nella precedente partita, cioè la semifinale persa sempre dal dischetto e nuovamente contro la Spagna, non aveva invece respinto alcun tiro dei sette calciati dalle furie rosse. L'11 ottobre seguente, in Danimarca-Italia (2-2), supera le 136 presenze di Cannavaro, diventando il primatista azzurro dei calciatori più presenti in nazionale.
Nel 2014 prende parte al mondiale. Nella terza partita contro l'Uruguay, nonostante Buffon risulti tra i migliori in campo, l'Italia perde 0-1 e viene eliminata dalla competizione.
Il 6 settembre 2015, durante la gestione del CT Antonio Conte, Buffon raggiunge le 150 presenze in maglia azzurra, scendendo in campo contro la Bulgaria in una gara di qualificazione al campionato d'Europa 2016. Successivamente viene convocato da Conte per l'europeo del 2016 dove, da titolare e capitano nella competizione continentale, offre ottime prestazioni subendo una sola rete in quattro partite; l'Italia verrà eliminata ai quarti di finale dalla Germania, dopo i tiri di rigore, in cui Buffon comunque parerà il tiro di Thomas Müller.
Il 24 marzo 2017, in occasione della partita di qualificazione al campionato del mondo 2018 contro l'Albania, giocata a Palermo, tocca quota mille presenze tra squadre di club e nazionale maggiore. Il 13 novembre dello stesso anno, dopo aver perso lo spareggio di qualificazione al mondiale contro la Svezia (1-0 e 0-0), Buffon afferma di voler concludere la sua militanza in azzurro, salvo poi accettare la convocazione del CT ad interim Luigi Di Biagio per le amichevoli contro Argentina e Inghilterra del 23 e 27 marzo 2018. Gioca titolare nella partita contro la nazionale albiceleste persa per 2-0 a Manchester, ottenendo la sua 176ª presenza, mentre rimane in panchina nell'incontro successivo, nel quale viene schierato il giovane Gianluigi Donnarumma.
Il 17 maggio 2018, in una conferenza stampa, annuncia il ritiro dalla nazionale.

### Dopo il ritiro

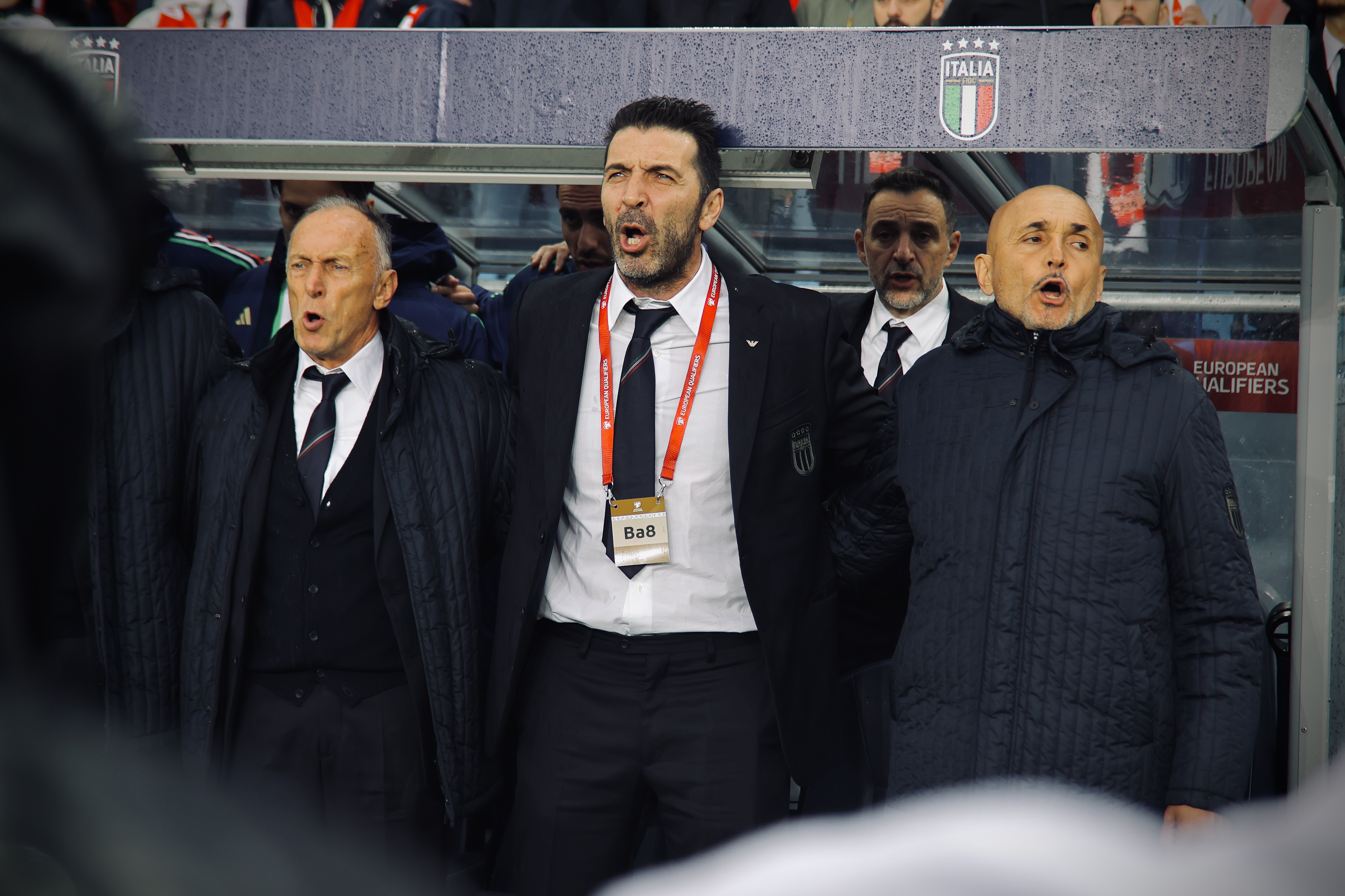
Buffon (al centro) in veste di capo delegazione della nazionale nel 2025

Il 5 agosto 2023, pochi giorni dopo l'annuncio del ritiro dal calcio giocato, entra nei ranghi della FIGC come capo delegazione della nazionale italiana.. 
Alla fine del 2023 consegue il diploma di direttore sportivo.
Ricopre il ruolo di capo delegazione durante il ciclo di Luciano Spalletti, partecipando alla delegazione che partecipa ad Euro 2024. Continua a ricoprire tale ruolo anche durante il ciclo del suo ex compagno di nazionale Gennaro Gattuso, trovando inoltre nello staff Leonardo Bonucci e Cesare Prandelli, rispettivamente come collaborare tecnico e come direttore tecnico.

## Statistiche
Buffon ha disputato, tra club, nazionale maggiore e nazionali giovanili, 1175 partite nelle quali ha subìto 983 reti, alla media di 0,84 gol subiti a partita.

### Presenze e reti nei club
| Stagione        | Squadra             | Campionato      | Campionato | Campionato | Coppe nazionali | Coppe nazionali | Coppe nazionali | Coppe continentali | Coppe continentali | Coppe continentali | Altre coppe | Altre coppe | Altre coppe | Totale | Totale |
| Stagione        | Squadra             | Comp            | Pres       | Reti       | Comp            | Pres            | Reti            | Comp               | Pres               | Reti               | Comp        | Pres        | Reti        | Pres   | Reti   |
| --------------- | ------------------- | --------------- | ---------- | ---------- | --------------- | --------------- | --------------- | ------------------ | ------------------ | ------------------ | ----------- | ----------- | ----------- | ------ | ------ |
| 1995-1996       | Parma               | A               | 9          | -6         | CI              | 0               | 0               | CdC                | 0                  | 0                  | SI          | 0           | 0           | 9      | -6     |
| 1996-1997       | Parma               | A               | 27         | -17        | CI              | 0               | 0               | CU                 | 1                  | -2                 | -           | -           | -           | 28     | -19    |
| 1997-1998       | Parma               | A               | 32         | -33        | CI              | 6               | -7              | UCL                | 8                  | -6                 | -           | -           | -           | 46     | -46    |
| 1998-1999       | Parma               | A               | 34         | -36        | CI              | 6               | -4              | CU                 | 11                 | -10                | -           | -           | -           | 51     | -50    |
| 1999-2000       | Parma               | A               | 32+1       | -36 + -3   | CI              | 0               | 0               | UCL+CU             | 2+7                | -2 + -7            | SI          | 1           | -1          | 43     | -49    |
| 2000-2001       | Parma               | A               | 34         | -31        | CI              | 2               | -2              | CU                 | 7                  | -7                 | -           | -           | -           | 43     | -40    |
| 2001-2002       | Juventus            | A               | 34         | -23        | CI              | 1               | -1              | UCL                | 10                 | -12                | -           | -           | -           | 45     | -36    |
| 2002-2003       | Juventus            | A               | 32         | -23        | CI              | 0               | 0               | UCL                | 15                 | -16                | SI          | 1           | -1          | 48     | -40    |
| 2003-2004       | Juventus            | A               | 32         | -41        | CI              | 0               | 0               | UCL                | 6                  | -6                 | SI          | 1           | -1          | 39     | -48    |
| 2004-2005       | Juventus            | A               | 37         | -23        | CI              | 0               | 0               | UCL                | 11                 | -6                 | -           | -           | -           | 48     | -29    |
| 2005-2006       | Juventus            | A               | 18         | -12        | CI              | 2               | -3              | UCL                | 4                  | -6                 | SI          | 0           | 0           | 24     | -21    |
| 2006-2007       | Juventus            | B               | 37         | -21        | CI              | 3               | -4              | -                  | -                  | -                  | -           | -           | -           | 40     | -25    |
| 2007-2008       | Juventus            | A               | 34         | -30        | CI              | 1               | -1              | -                  | -                  | -                  | -           | -           | -           | 35     | -31    |
| 2008-2009       | Juventus            | A               | 23         | -26        | CI              | 2               | -2              | UCL                | 5                  | -4                 | -           | -           | -           | 30     | -32    |
| 2009-2010       | Juventus            | A               | 27         | -33        | CI              | 1               | -2              | UCL+UEL            | 6+1                | -7 + -1            | -           | -           | -           | 35     | -43    |
| 2010-2011       | Juventus            | A               | 16         | -17        | CI              | 1               | 0               | UEL                | -                  | -                  | -           | -           | -           | 17     | -17    |
| 2011-2012       | Juventus            | A               | 35         | -16        | CI              | 0               | 0               | -                  | -                  | -                  | -           | -           | -           | 35     | -16    |
| 2012-2013       | Juventus            | A               | 32         | -19        | CI              | 1               | 0               | UCL                | 10                 | -8                 | SI          | 1           | -2          | 44     | -29    |
| 2013-2014       | Juventus            | A               | 33         | -20        | CI              | 0               | 0               | UCL+UEL            | 6+8                | -9 + -4            | SI          | 1           | 0           | 48     | -33    |
| 2014-2015       | Juventus            | A               | 33         | -20        | CI              | 0               | 0               | UCL                | 13                 | -10                | SI          | 1           | -2          | 47     | -32    |
| 2015-2016       | Juventus            | A               | 35         | -17        | CI              | 0               | 0               | UCL                | 8                  | -9                 | SI          | 1           | 0           | 44     | -26    |
| 2016-2017       | Juventus            | A               | 30         | -24        | CI              | 0               | 0               | UCL                | 12                 | -7                 | SI          | 1           | -1          | 43     | -32    |
| 2017-2018       | Juventus            | A               | 21         | -14        | CI              | 3               | 0               | UCL                | 9                  | -11                | SI          | 1           | -3          | 34     | -28    |
| 2018-2019       | Paris Saint-Germain | L1              | 17         | -18        | CF+CdL          | 1+1             | 0 + -1          | UCL                | 5                  | -6                 | SF          | 1           | 0           | 25     | -25    |
| 2019-2020       | Juventus            | A               | 9          | -10        | CI              | 5               | -2              | UCL                | 1                  | 0                  | SI          | 0           | 0           | 15     | -12    |
| 2020-2021       | Juventus            | A               | 8          | -5         | CI              | 5               | -4              | UCL                | 1                  | 0                  | SI          | 0           | 0           | 14     | -9     |
| Totale Juventus | Totale Juventus     | Totale Juventus | 526        | -394       |                 | 25              | -19             |                    | 126                | -116               |             | 8           | -10         | 685    | -539   |
| 2021-2022       | Parma               | B               | 26         | -27        | CI              | 0               | 0               | -                  | -                  | -                  | -           | -           | -           | 26     | -27    |
| 2022-2023       | Parma               | B               | 17+1       | -22 + 0    | CI              | 1               | -2              | -                  | -                  | -                  | -           | -           | -           | 19     | -24    |
| Totale Parma    | Totale Parma        | Totale Parma    | 211+2      | -208 + -3  |                 | 15              | -15             |                    | 36                 | -34                |             | 1           | -1          | 265    | -261   |
| Totale carriera | Totale carriera     | Totale carriera | 756        | -623       |                 | 42              | -35             |                    | 167                | -156               |             | 10          | -11         | 975    | -825   |

### Cronologia presenze in nazionale
| Cronologia completa delle presenze e delle reti in nazionale ― Italia | Cronologia completa delle presenze e delle reti in nazionale ― Italia | Cronologia completa delle presenze e delle reti in nazionale ― Italia | Cronologia completa delle presenze e delle reti in nazionale ― Italia | Cronologia completa delle presenze e delle reti in nazionale ― Italia | Cronologia completa delle presenze e delle reti in nazionale ― Italia | Cronologia completa delle presenze e delle reti in nazionale ― Italia | Cronologia completa delle presenze e delle reti in nazionale ― Italia |
| Data                                                                  | Città                                                                 | In casa                                                               | Risultato                                                             | Ospiti                                                                | Competizione                                                          | Reti                                                                  | Note                                                                  |
| --------------------------------------------------------------------- | --------------------------------------------------------------------- | --------------------------------------------------------------------- | --------------------------------------------------------------------- | --------------------------------------------------------------------- | --------------------------------------------------------------------- | --------------------------------------------------------------------- | --------------------------------------------------------------------- |
| 29-10-1997                                                            | Mosca                                                                 | Russia                                                                | 1 – 1                                                                 | Italia                                                                | Qual. Mondiali 1998                                                   | -1                                                                    | 32’                                                                   |
| 22-4-1998                                                             | Parma                                                                 | Italia                                                                | 3 – 1                                                                 | Paraguay                                                              | Amichevole                                                            | -1                                                                    | 46’                                                                   |
| 10-10-1998                                                            | Udine                                                                 | Italia                                                                | 2 – 0                                                                 | Svizzera                                                              | Qual. Euro 2000                                                       | -                                                                     |                                                                       |
| 27-3-1999                                                             | Copenaghen                                                            | Danimarca                                                             | 1 – 2                                                                 | Italia                                                                | Qual. Euro 2000                                                       | -1                                                                    |                                                                       |
| 31-3-1999                                                             | Ancona                                                                | Italia                                                                | 1 – 1                                                                 | Bielorussia                                                           | Qual. Euro 2000                                                       | -1                                                                    |                                                                       |
| 28-4-1999                                                             | Zagabria                                                              | Croazia                                                               | 0 – 0                                                                 | Italia                                                                | Amichevole                                                            | -                                                                     |                                                                       |
| 5-6-1999                                                              | Bologna                                                               | Italia                                                                | 4 – 0                                                                 | Galles                                                                | Qual. Euro 2000                                                       | -                                                                     |                                                                       |
| 9-6-1999                                                              | Losanna                                                               | Svizzera                                                              | 0 – 0                                                                 | Italia                                                                | Qual. Euro 2000                                                       | -                                                                     |                                                                       |
| 8-9-1999                                                              | Napoli                                                                | Italia                                                                | 2 – 3                                                                 | Danimarca                                                             | Qual. Euro 2000                                                       | -3                                                                    |                                                                       |
| 9-10-1999                                                             | Minsk                                                                 | Bielorussia                                                           | 0 – 0                                                                 | Italia                                                                | Qual. Euro 2000                                                       | -                                                                     |                                                                       |
| 13-11-1999                                                            | Lecce                                                                 | Italia                                                                | 1 – 3                                                                 | Belgio                                                                | Amichevole                                                            | -3                                                                    |                                                                       |
| 23-2-2000                                                             | Palermo                                                               | Italia                                                                | 1 – 0                                                                 | Svezia                                                                | Amichevole                                                            | -                                                                     |                                                                       |
| 29-3-2000                                                             | Barcellona                                                            | Spagna                                                                | 2 – 0                                                                 | Italia                                                                | Amichevole                                                            | -2                                                                    |                                                                       |
| 3-6-2000                                                              | Oslo                                                                  | Norvegia                                                              | 1 – 0                                                                 | Italia                                                                | Amichevole                                                            | -1                                                                    | 55’                                                                   |
| 15-11-2000                                                            | Torino                                                                | Italia                                                                | 1 – 0                                                                 | Inghilterra                                                           | Amichevole                                                            | -                                                                     |                                                                       |
| 28-2-2001                                                             | Roma                                                                  | Italia                                                                | 1 – 2                                                                 | Argentina                                                             | Amichevole                                                            | -2                                                                    |                                                                       |
| 24-3-2001                                                             | Bucarest                                                              | Romania                                                               | 0 – 2                                                                 | Italia                                                                | Qual. Mondiali 2002                                                   | -                                                                     |                                                                       |
| 28-3-2001                                                             | Trieste                                                               | Italia                                                                | 4 – 0                                                                 | Lituania                                                              | Qual. Mondiali 2002                                                   | -                                                                     |                                                                       |
| 2-6-2001                                                              | Tbilisi                                                               | Georgia                                                               | 1 – 2                                                                 | Italia                                                                | Qual. Mondiali 2002                                                   | -1                                                                    |                                                                       |
| 1-9-2001                                                              | Kaunas                                                                | Lituania                                                              | 0 – 0                                                                 | Italia                                                                | Qual. Mondiali 2002                                                   | -                                                                     |                                                                       |
| 6-10-2001                                                             | Parma                                                                 | Italia                                                                | 1 – 0                                                                 | Ungheria                                                              | Qual. Mondiali 2002                                                   | -                                                                     |                                                                       |
| 7-11-2001                                                             | Saitama                                                               | Giappone                                                              | 1 – 1                                                                 | Italia                                                                | Amichevole                                                            | -1                                                                    |                                                                       |
| 27-3-2002                                                             | Leeds                                                                 | Inghilterra                                                           | 1 – 2                                                                 | Italia                                                                | Amichevole                                                            | -1                                                                    |                                                                       |
| 17-4-2002                                                             | Milano                                                                | Italia                                                                | 1 – 1                                                                 | Uruguay                                                               | Amichevole                                                            | -                                                                     | 46’                                                                   |
| 18-5-2002                                                             | Praga                                                                 | Rep. Ceca                                                             | 1 – 0                                                                 | Italia                                                                | Amichevole                                                            | -1                                                                    | 46’                                                                   |
| 3-6-2002                                                              | Sapporo                                                               | Italia                                                                | 2 – 0                                                                 | Ecuador                                                               | Mondiali 2002 - 1º turno                                              | -                                                                     |                                                                       |
| 8-6-2002                                                              | Kashima                                                               | Italia                                                                | 1 – 2                                                                 | Croazia                                                               | Mondiali 2002 - 1º turno                                              | -2                                                                    |                                                                       |
| 13-6-2002                                                             | Ōita                                                                  | Italia                                                                | 1 – 1                                                                 | Messico                                                               | Mondiali 2002 - 1º turno                                              | -1                                                                    |                                                                       |
| 18-6-2002                                                             | Daejeon                                                               | Italia                                                                | 1 – 2 gg                                                              | Corea del Sud                                                         | Mondiali 2002 - Ottavi di finale                                      | -2                                                                    |                                                                       |
| 21-8-2002                                                             | Trieste                                                               | Italia                                                                | 0 – 1                                                                 | Slovenia                                                              | Amichevole                                                            | -1                                                                    |                                                                       |
| 7-9-2002                                                              | Baku                                                                  | Azerbaigian                                                           | 0 – 2                                                                 | Italia                                                                | Qual. Euro 2004                                                       | -                                                                     |                                                                       |
| 12-10-2002                                                            | Napoli                                                                | Italia                                                                | 1 – 1                                                                 | Serbia e Montenegro                                                   | Qual. Euro 2004                                                       | -1                                                                    |                                                                       |
| 16-10-2002                                                            | Cardiff                                                               | Galles                                                                | 2 – 1                                                                 | Italia                                                                | Qual. Euro 2004                                                       | -2                                                                    |                                                                       |
| 20-11-2002                                                            | Pescara                                                               | Italia                                                                | 1 – 1                                                                 | Turchia                                                               | Amichevole                                                            | -1                                                                    | 46’                                                                   |
| 12-2-2003                                                             | Genova                                                                | Italia                                                                | 1 – 0                                                                 | Portogallo                                                            | Amichevole                                                            | -                                                                     | 46’                                                                   |
| 29-3-2003                                                             | Palermo                                                               | Italia                                                                | 2 – 0                                                                 | Finlandia                                                             | Qual. Euro 2004                                                       | -                                                                     |                                                                       |
| 11-6-2003                                                             | Helsinki                                                              | Finlandia                                                             | 0 – 2                                                                 | Italia                                                                | Qual. Euro 2004                                                       | -                                                                     |                                                                       |
| 20-8-2003                                                             | Stoccarda                                                             | Germania                                                              | 0 – 1                                                                 | Italia                                                                | Amichevole                                                            | -                                                                     |                                                                       |
| 6-9-2003                                                              | Milano                                                                | Italia                                                                | 4 – 0                                                                 | Galles                                                                | Qual. Euro 2004                                                       | -                                                                     | 27’                                                                   |
| 10-9-2003                                                             | Belgrado                                                              | Serbia e Montenegro                                                   | 1 – 1                                                                 | Italia                                                                | Qual. Euro 2004                                                       | -1                                                                    |                                                                       |
| 11-10-2003                                                            | Reggio Calabria                                                       | Italia                                                                | 4 – 0                                                                 | Azerbaigian                                                           | Qual. Euro 2004                                                       | -                                                                     |                                                                       |
| 18-2-2004                                                             | Palermo                                                               | Italia                                                                | 2 – 2                                                                 | Rep. Ceca                                                             | Amichevole                                                            | -1                                                                    | 46’                                                                   |
| 31-3-2004                                                             | Braga                                                                 | Portogallo                                                            | 1 – 2                                                                 | Italia                                                                | Amichevole                                                            | -1                                                                    | Cap.                                                                  |
| 28-4-2004                                                             | Genova                                                                | Italia                                                                | 1 – 1                                                                 | Spagna                                                                | Amichevole                                                            | -                                                                     | 46’                                                                   |
| 30-5-2004                                                             | Tunisi                                                                | Tunisia                                                               | 0 – 4                                                                 | Italia                                                                | Amichevole                                                            | -                                                                     |                                                                       |
| 14-6-2004                                                             | Guimarães                                                             | Danimarca                                                             | 0 – 0                                                                 | Italia                                                                | Euro 2004 - 1º turno                                                  | -                                                                     |                                                                       |
| 18-6-2004                                                             | Oporto                                                                | Italia                                                                | 1 – 1                                                                 | Svezia                                                                | Euro 2004 - 1º turno                                                  | -1                                                                    |                                                                       |
| 22-6-2004                                                             | Guimarães                                                             | Italia                                                                | 2 – 1                                                                 | Bulgaria                                                              | Euro 2004 - 1º turno                                                  | -1                                                                    |                                                                       |
| 18-8-2004                                                             | Reykjavík                                                             | Islanda                                                               | 2 – 0                                                                 | Italia                                                                | Amichevole                                                            | -2                                                                    |                                                                       |
| 4-9-2004                                                              | Palermo                                                               | Italia                                                                | 2 – 1                                                                 | Norvegia                                                              | Qual. Mondiali 2006                                                   | -1                                                                    |                                                                       |
| 8-9-2004                                                              | Chișinău                                                              | Moldavia                                                              | 0 – 1                                                                 | Italia                                                                | Qual. Mondiali 2006                                                   | -                                                                     |                                                                       |
| 9-10-2004                                                             | Celje                                                                 | Slovenia                                                              | 1 – 0                                                                 | Italia                                                                | Qual. Mondiali 2006                                                   | -1                                                                    |                                                                       |
| 13-10-2004                                                            | Parma                                                                 | Italia                                                                | 4 – 3                                                                 | Bielorussia                                                           | Qual. Mondiali 2006                                                   | -3                                                                    |                                                                       |
| 9-2-2005                                                              | Cagliari                                                              | Italia                                                                | 2 – 0                                                                 | Russia                                                                | Amichevole                                                            | -                                                                     |                                                                       |
| 26-3-2005                                                             | Milano                                                                | Italia                                                                | 2 – 0                                                                 | Scozia                                                                | Qual. Mondiali 2006                                                   | -                                                                     |                                                                       |
| 4-6-2005                                                              | Oslo                                                                  | Norvegia                                                              | 0 – 0                                                                 | Italia                                                                | Qual. Mondiali 2006                                                   | -                                                                     |                                                                       |
| 1-3-2006                                                              | Firenze                                                               | Italia                                                                | 4 – 1                                                                 | Germania                                                              | Amichevole                                                            | -1                                                                    |                                                                       |
| 31-5-2006                                                             | Ginevra                                                               | Svizzera                                                              | 1 – 1                                                                 | Italia                                                                | Amichevole                                                            | -1                                                                    |                                                                       |
| 2-6-2006                                                              | Losanna                                                               | Italia                                                                | 0 – 0                                                                 | Ucraina                                                               | Amichevole                                                            | -                                                                     |                                                                       |
| 12-6-2006                                                             | Hannover                                                              | Italia                                                                | 2 – 0                                                                 | Ghana                                                                 | Mondiali 2006 - 1º turno                                              | -                                                                     |                                                                       |
| 17-6-2006                                                             | Kaiserslautern                                                        | Italia                                                                | 1 – 1                                                                 | Stati Uniti                                                           | Mondiali 2006 - 1º turno                                              | -1                                                                    |                                                                       |
| 22-6-2006                                                             | Amburgo                                                               | Rep. Ceca                                                             | 0 – 2                                                                 | Italia                                                                | Mondiali 2006 - 1º turno                                              | -                                                                     |                                                                       |
| 26-6-2006                                                             | Kaiserslautern                                                        | Italia                                                                | 1 – 0                                                                 | Australia                                                             | Mondiali 2006 - Ottavi di finale                                      | -                                                                     |                                                                       |
| 30-6-2006                                                             | Amburgo                                                               | Italia                                                                | 3 – 0                                                                 | Ucraina                                                               | Mondiali 2006 - Quarti di finale                                      | -                                                                     |                                                                       |
| 4-7-2006                                                              | Dortmund                                                              | Germania                                                              | 0 – 2 dts                                                             | Italia                                                                | Mondiali 2006 - Semifinale                                            | -                                                                     |                                                                       |
| 9-7-2006                                                              | Berlino                                                               | Italia                                                                | 1 – 1 dts (5 – 3 dtr)                                                 | Francia                                                               | Mondiali 2006 - Finale                                                | -1                                                                    | [ 252 ]                                                               |
| 2-9-2006                                                              | Napoli                                                                | Italia                                                                | 1 – 1                                                                 | Lituania                                                              | Qual. Euro 2008                                                       | -1                                                                    |                                                                       |
| 6-9-2006                                                              | Parigi                                                                | Francia                                                               | 3 – 1                                                                 | Italia                                                                | Qual. Euro 2008                                                       | -3                                                                    |                                                                       |
| 7-10-2006                                                             | Roma                                                                  | Italia                                                                | 2 – 0                                                                 | Ucraina                                                               | Qual. Euro 2008                                                       | -                                                                     |                                                                       |
| 11-10-2006                                                            | Tbilisi                                                               | Georgia                                                               | 1 – 3                                                                 | Italia                                                                | Qual. Euro 2008                                                       | -1                                                                    |                                                                       |
| 15-11-2006                                                            | Bergamo                                                               | Italia                                                                | 1 – 1                                                                 | Turchia                                                               | Amichevole                                                            | -1                                                                    | 46’                                                                   |
| 28-3-2007                                                             | Bari                                                                  | Italia                                                                | 2 – 0                                                                 | Scozia                                                                | Qual. Euro 2008                                                       | -                                                                     |                                                                       |
| 2-6-2007                                                              | Tórshavn                                                              | Fær Øer                                                               | 1 – 2                                                                 | Italia                                                                | Qual. Euro 2008                                                       | -1                                                                    |                                                                       |
| 6-6-2007                                                              | Kaunas                                                                | Lituania                                                              | 0 – 2                                                                 | Italia                                                                | Qual. Euro 2008                                                       | -                                                                     |                                                                       |
| 22-8-2007                                                             | Budapest                                                              | Ungheria                                                              | 3 – 1                                                                 | Italia                                                                | Amichevole                                                            | -3                                                                    |                                                                       |
| 8-9-2007                                                              | Milano                                                                | Italia                                                                | 0 – 0                                                                 | Francia                                                               | Qual. Euro 2008                                                       | -                                                                     |                                                                       |
| 12-9-2007                                                             | Kiev                                                                  | Ucraina                                                               | 1 – 2                                                                 | Italia                                                                | Qual. Euro 2008                                                       | -1                                                                    |                                                                       |
| 13-10-2007                                                            | Genova                                                                | Italia                                                                | 2 – 0                                                                 | Georgia                                                               | Qual. Euro 2008                                                       | -                                                                     | Cap.                                                                  |
| 17-11-2007                                                            | Glasgow                                                               | Scozia                                                                | 1 – 2                                                                 | Italia                                                                | Qual. Euro 2008                                                       | -1                                                                    |                                                                       |
| 26-3-2008                                                             | Elche                                                                 | Spagna                                                                | 1 – 0                                                                 | Italia                                                                | Amichevole                                                            | -1                                                                    |                                                                       |
| 30-5-2008                                                             | Firenze                                                               | Italia                                                                | 3 – 1                                                                 | Belgio                                                                | Amichevole                                                            | -1                                                                    |                                                                       |
| 9-6-2008                                                              | Berna                                                                 | Paesi Bassi                                                           | 3 – 0                                                                 | Italia                                                                | Euro 2008 - 1º turno                                                  | -3                                                                    | Cap.                                                                  |
| 13-6-2008                                                             | Zurigo                                                                | Italia                                                                | 1 – 1                                                                 | Romania                                                               | Euro 2008 - 1º turno                                                  | -1                                                                    |                                                                       |
| 17-6-2008                                                             | Zurigo                                                                | Francia                                                               | 0 – 2                                                                 | Italia                                                                | Euro 2008 - 1º turno                                                  | -                                                                     | Cap.                                                                  |
| 22-6-2008                                                             | Vienna                                                                | Spagna                                                                | 0 – 0 dts (4 – 2 dtr)                                                 | Italia                                                                | Euro 2008 - Quarti di finale                                          | -                                                                     | Cap.                                                                  |
| 20-8-2008                                                             | Nizza                                                                 | Italia                                                                | 2 – 2                                                                 | Austria                                                               | Amichevole                                                            | -2                                                                    |                                                                       |
| 6-9-2008                                                              | Larnaca                                                               | Cipro                                                                 | 1 – 2                                                                 | Italia                                                                | Qual. Mondiali 2010                                                   | -1                                                                    |                                                                       |
| 10-9-2008                                                             | Udine                                                                 | Italia                                                                | 2 – 0                                                                 | Georgia                                                               | Qual. Mondiali 2010                                                   | -                                                                     |                                                                       |
| 10-2-2009                                                             | Londra                                                                | Brasile                                                               | 2 – 0                                                                 | Italia                                                                | Amichevole                                                            | -2                                                                    |                                                                       |
| 28-3-2009                                                             | Podgorica                                                             | Montenegro                                                            | 0 – 2                                                                 | Italia                                                                | Qual. Mondiali 2010                                                   | -                                                                     |                                                                       |
| 1-4-2009                                                              | Bari                                                                  | Italia                                                                | 1 – 1                                                                 | Irlanda                                                               | Qual. Mondiali 2010                                                   | -1                                                                    |                                                                       |
| 15-6-2009                                                             | Pretoria                                                              | Stati Uniti                                                           | 1 – 3                                                                 | Italia                                                                | Conf. Cup 2009 - 1º turno                                             | -1                                                                    | Cap.                                                                  |
| 18-6-2009                                                             | Johannesburg                                                          | Egitto                                                                | 1 – 0                                                                 | Italia                                                                | Conf. Cup 2009 - 1º turno                                             | -1                                                                    |                                                                       |
| 21-6-2009                                                             | Pretoria                                                              | Italia                                                                | 0 – 3                                                                 | Brasile                                                               | Conf. Cup 2009 - 1º turno                                             | -3                                                                    |                                                                       |
| 12-8-2009                                                             | Basilea                                                               | Svizzera                                                              | 0 – 0                                                                 | Italia                                                                | Amichevole                                                            | -                                                                     |                                                                       |
| 5-9-2009                                                              | Tbilisi                                                               | Georgia                                                               | 0 – 2                                                                 | Italia                                                                | Qual. Mondiali 2010                                                   | -                                                                     |                                                                       |
| 9-9-2009                                                              | Torino                                                                | Italia                                                                | 2 – 0                                                                 | Bulgaria                                                              | Qual. Mondiali 2010                                                   | -                                                                     |                                                                       |
| 10-10-2009                                                            | Dublino                                                               | Irlanda                                                               | 2 – 2                                                                 | Italia                                                                | Qual. Mondiali 2010                                                   | -2                                                                    | Cap.                                                                  |
| 14-11-2009                                                            | Pescara                                                               | Italia                                                                | 0 – 0                                                                 | Paesi Bassi                                                           | Amichevole                                                            | -                                                                     |                                                                       |
| 3-6-2010                                                              | Bruxelles                                                             | Italia                                                                | 1 – 2                                                                 | Messico                                                               | Amichevole                                                            | -2                                                                    |                                                                       |
| 14-6-2010                                                             | Città del Capo                                                        | Italia                                                                | 1 – 1                                                                 | Paraguay                                                              | Mondiali 2010 - 1º turno                                              | -1                                                                    | 46’                                                                   |
| 9-2-2011                                                              | Dortmund                                                              | Germania                                                              | 1 – 1                                                                 | Italia                                                                | Amichevole                                                            | -1                                                                    | Cap.                                                                  |
| 25-3-2011                                                             | Lubiana                                                               | Slovenia                                                              | 0 – 1                                                                 | Italia                                                                | Qual. Euro 2012                                                       | -                                                                     | Cap.                                                                  |
| 3-6-2011                                                              | Modena                                                                | Italia                                                                | 3 – 0                                                                 | Estonia                                                               | Qual. Euro 2012                                                       | -                                                                     | Cap.                                                                  |
| 10-8-2011                                                             | Bari                                                                  | Italia                                                                | 2 – 1                                                                 | Spagna                                                                | Amichevole                                                            | -1                                                                    |                                                                       |
| 2-9-2011                                                              | Tórshavn                                                              | Fær Øer                                                               | 0 – 1                                                                 | Italia                                                                | Qual. Euro 2012                                                       | -                                                                     | Cap.                                                                  |
| 6-9-2011                                                              | Firenze                                                               | Italia                                                                | 1 – 0                                                                 | Slovenia                                                              | Qual. Euro 2012                                                       | -                                                                     | Cap.                                                                  |
| 7-10-2011                                                             | Belgrado                                                              | Serbia                                                                | 1 – 1                                                                 | Italia                                                                | Qual. Euro 2012                                                       | -1                                                                    | Cap.                                                                  |
| 11-10-2011                                                            | Pescara                                                               | Italia                                                                | 3 – 0                                                                 | Irlanda del Nord                                                      | Qual. Euro 2012                                                       | -                                                                     | Cap. 76’                                                              |
| 11-11-2011                                                            | Breslavia                                                             | Polonia                                                               | 0 – 2                                                                 | Italia                                                                | Amichevole                                                            | -                                                                     | Cap.                                                                  |
| 15-11-2011                                                            | Roma                                                                  | Italia                                                                | 0 – 1                                                                 | Uruguay                                                               | Amichevole                                                            | -1                                                                    | Cap.                                                                  |
| 29-2-2012                                                             | Genova                                                                | Italia                                                                | 0 – 1                                                                 | Stati Uniti                                                           | Amichevole                                                            | -1                                                                    | Cap.                                                                  |
| 1-6-2012                                                              | Zurigo                                                                | Italia                                                                | 0 – 3                                                                 | Russia                                                                | Amichevole                                                            | -                                                                     | Cap. 46’                                                              |
| 10-6-2012                                                             | Danzica                                                               | Spagna                                                                | 1 – 1                                                                 | Italia                                                                | Euro 2012 - 1º turno                                                  | -1                                                                    | Cap.                                                                  |
| 14-6-2012                                                             | Poznań                                                                | Italia                                                                | 1 – 1                                                                 | Croazia                                                               | Euro 2012 - 1º turno                                                  | -1                                                                    | Cap.                                                                  |
| 18-6-2012                                                             | Poznań                                                                | Italia                                                                | 2 – 0                                                                 | Irlanda                                                               | Euro 2012 - 1º turno                                                  | -                                                                     | Cap. 74’                                                              |
| 24-6-2012                                                             | Kiev                                                                  | Inghilterra                                                           | 0 – 0 dts (2 – 4 dtr)                                                 | Italia                                                                | Euro 2012 - Quarti di finale                                          | -                                                                     | Cap.                                                                  |
| 28-6-2012                                                             | Varsavia                                                              | Germania                                                              | 1 – 2                                                                 | Italia                                                                | Euro 2012 - Semifinale                                                | -1                                                                    | Cap.                                                                  |
| 1-7-2012                                                              | Kiev                                                                  | Spagna                                                                | 4 – 0                                                                 | Italia                                                                | Euro 2012 - Finale                                                    | -4                                                                    | Cap.                                                                  |
| 7-9-2012                                                              | Sofia                                                                 | Bulgaria                                                              | 2 – 2                                                                 | Italia                                                                | Qual. Mondiali 2014                                                   | -2                                                                    | Cap.                                                                  |
| 11-9-2012                                                             | Modena                                                                | Italia                                                                | 2 – 0                                                                 | Malta                                                                 | Qual. Mondiali 2014                                                   | -                                                                     | Cap.                                                                  |
| 12-10-2012                                                            | Erevan                                                                | Armenia                                                               | 1 – 3                                                                 | Italia                                                                | Qual. Mondiali 2014                                                   | -1                                                                    | Cap.                                                                  |
| 6-2-2013                                                              | Amsterdam                                                             | Paesi Bassi                                                           | 1 – 1                                                                 | Italia                                                                | Amichevole                                                            | -1                                                                    | Cap.                                                                  |
| 21-3-2013                                                             | Ginevra                                                               | Italia                                                                | 2 – 2                                                                 | Brasile                                                               | Amichevole                                                            | -2                                                                    | Cap.                                                                  |
| 26-3-2013                                                             | Ta' Qali                                                              | Malta                                                                 | 0 – 2                                                                 | Italia                                                                | Qual. Mondiali 2014                                                   | -                                                                     | Cap. 16’                                                              |
| 31-5-2013                                                             | Bologna                                                               | Italia                                                                | 4 – 0                                                                 | San Marino                                                            | Amichevole                                                            | -                                                                     | Cap. 71’                                                              |
| 7-6-2013                                                              | Praga                                                                 | Rep. Ceca                                                             | 0 – 0                                                                 | Italia                                                                | Qual. Mondiali 2014                                                   | -                                                                     | Cap.                                                                  |
| 16-6-2013                                                             | Rio de Janeiro                                                        | Messico                                                               | 1 – 2                                                                 | Italia                                                                | Conf. Cup 2013 - 1º turno                                             | -1                                                                    | Cap.                                                                  |
| 20-6-2013                                                             | Recife                                                                | Italia                                                                | 4 – 3                                                                 | Giappone                                                              | Conf. Cup 2013 - 1º turno                                             | -3                                                                    | Cap. 19’                                                              |
| 22-6-2013                                                             | Salvador de Bahia                                                     | Italia                                                                | 2 – 4                                                                 | Brasile                                                               | Conf. Cup 2013 - 1º turno                                             | -4                                                                    | Cap.                                                                  |
| 27-6-2013                                                             | Fortaleza                                                             | Spagna                                                                | 0 – 0 dts (7 - 6 dtr)                                                 | Italia                                                                | Conf. Cup 2013 - Semifinale                                           | -                                                                     | Cap.                                                                  |
| 30-6-2013                                                             | Salvador de Bahia                                                     | Uruguay                                                               | 2 – 2 dts (2 - 3 dtr)                                                 | Italia                                                                | Conf. Cup 2013 - Finale 3º posto                                      | -2                                                                    | Cap.                                                                  |
| 14-8-2013                                                             | Roma                                                                  | Italia                                                                | 1 – 2                                                                 | Argentina                                                             | Amichevole                                                            | -2                                                                    | Cap. 54’                                                              |
| 6-9-2013                                                              | Palermo                                                               | Italia                                                                | 1 – 0                                                                 | Bulgaria                                                              | Qual. Mondiali 2014                                                   | -                                                                     | Cap.                                                                  |
| 10-9-2013                                                             | Torino                                                                | Italia                                                                | 2 – 1                                                                 | Rep. Ceca                                                             | Qual. Mondiali 2014                                                   | -1                                                                    | Cap.                                                                  |
| 11-10-2013                                                            | Copenaghen                                                            | Danimarca                                                             | 2 – 2                                                                 | Italia                                                                | Qual. Mondiali 2014                                                   | -2                                                                    | Cap.                                                                  |
| 15-11-2013                                                            | Milano                                                                | Italia                                                                | 1 – 1                                                                 | Germania                                                              | Amichevole                                                            | -1                                                                    | Cap.                                                                  |
| 5-3-2014                                                              | Madrid                                                                | Spagna                                                                | 1 – 0                                                                 | Italia                                                                | Amichevole                                                            | -1                                                                    | Cap.                                                                  |
| 4-6-2014                                                              | Perugia                                                               | Italia                                                                | 1 – 1                                                                 | Lussemburgo                                                           | Amichevole                                                            | -1                                                                    | Cap.                                                                  |
| 20-6-2014                                                             | Recife                                                                | Italia                                                                | 0 – 1                                                                 | Costa Rica                                                            | Mondiali 2014 - 1º turno                                              | -1                                                                    | Cap.                                                                  |
| 24-6-2014                                                             | Natal                                                                 | Italia                                                                | 0 – 1                                                                 | Uruguay                                                               | Mondiali 2014 - 1º turno                                              | -1                                                                    | Cap.                                                                  |
| 9-9-2014                                                              | Oslo                                                                  | Norvegia                                                              | 0 – 2                                                                 | Italia                                                                | Qual. Euro 2016                                                       | -                                                                     | Cap.                                                                  |
| 10-10-2014                                                            | Palermo                                                               | Italia                                                                | 2 – 1                                                                 | Azerbaigian                                                           | Qual. Euro 2016                                                       | -1                                                                    | Cap.                                                                  |
| 13-10-2014                                                            | Ta' Qali                                                              | Malta                                                                 | 0 – 1                                                                 | Italia                                                                | Qual. Euro 2016                                                       | -                                                                     | Cap.                                                                  |
| 16-11-2014                                                            | Milano                                                                | Italia                                                                | 1 – 1                                                                 | Croazia                                                               | Qual. Euro 2016                                                       | -1                                                                    | Cap.                                                                  |
| 31-3-2015                                                             | Torino                                                                | Italia                                                                | 1 – 1                                                                 | Inghilterra                                                           | Amichevole                                                            | -1                                                                    | Cap.                                                                  |
| 12-6-2015                                                             | Spalato                                                               | Croazia                                                               | 1 – 1                                                                 | Italia                                                                | Qual. Euro 2016                                                       | -1                                                                    | Cap. 11’ 46’                                                          |
| 3-9-2015                                                              | Firenze                                                               | Italia                                                                | 1 – 0                                                                 | Malta                                                                 | Qual. Euro 2016                                                       | -                                                                     | Cap.                                                                  |
| 6-9-2015                                                              | Palermo                                                               | Italia                                                                | 1 – 0                                                                 | Bulgaria                                                              | Qual. Euro 2016                                                       | -                                                                     | Cap.                                                                  |
| 10-10-2015                                                            | Baku                                                                  | Azerbaigian                                                           | 1 – 3                                                                 | Italia                                                                | Qual. Euro 2016                                                       | -1                                                                    | Cap.                                                                  |
| 13-10-2015                                                            | Roma                                                                  | Italia                                                                | 2 – 1                                                                 | Norvegia                                                              | Qual. Euro 2016                                                       | -1                                                                    | Cap.                                                                  |
| 13-11-2015                                                            | Bruxelles                                                             | Belgio                                                                | 3 – 1                                                                 | Italia                                                                | Amichevole                                                            | -3                                                                    | Cap.                                                                  |
| 17-11-2015                                                            | Bologna                                                               | Italia                                                                | 2 – 2                                                                 | Romania                                                               | Amichevole                                                            | -1                                                                    | Cap. - 69’                                                            |
| 24-3-2016                                                             | Udine                                                                 | Italia                                                                | 1 – 1                                                                 | Spagna                                                                | Amichevole                                                            | -1                                                                    | Cap.                                                                  |
| 29-3-2016                                                             | Monaco di Baviera                                                     | Germania                                                              | 4 – 1                                                                 | Italia                                                                | Amichevole                                                            | -4                                                                    | Cap.                                                                  |
| 29-5-2016                                                             | Ta' Qali                                                              | Italia                                                                | 1 – 0                                                                 | Scozia                                                                | Amichevole                                                            | -                                                                     | Cap.                                                                  |
| 13-6-2016                                                             | Décines-Charpieu                                                      | Belgio                                                                | 0 – 2                                                                 | Italia                                                                | Euro 2016 - 1º turno                                                  | -                                                                     | Cap.                                                                  |
| 17-6-2016                                                             | Tolosa                                                                | Italia                                                                | 1 – 0                                                                 | Svezia                                                                | Euro 2016 - 1º turno                                                  | -                                                                     | Cap. 90+3’                                                            |
| 27-6-2016                                                             | Saint-Denis                                                           | Italia                                                                | 2 – 0                                                                 | Spagna                                                                | Euro 2016 - Ottavi di finale                                          | -                                                                     | Cap.                                                                  |
| 2-7-2016                                                              | Bordeaux                                                              | Germania                                                              | 1 – 1 dts (6 – 5 dtr)                                                 | Italia                                                                | Euro 2016 - Quarti di finale                                          | -1                                                                    | Cap.                                                                  |
| 1-9-2016                                                              | Bari                                                                  | Italia                                                                | 1 – 3                                                                 | Francia                                                               | Amichevole                                                            | -2                                                                    | Cap. - 46’                                                            |
| 5-9-2016                                                              | Haifa                                                                 | Israele                                                               | 1 – 3                                                                 | Italia                                                                | Qual. Mondiali 2018                                                   | -1                                                                    | Cap.                                                                  |
| 6-10-2016                                                             | Torino                                                                | Italia                                                                | 1 – 1                                                                 | Spagna                                                                | Qual. Mondiali 2018                                                   | -1                                                                    | Cap.                                                                  |
| 9-10-2016                                                             | Skopje                                                                | Macedonia                                                             | 2 – 3                                                                 | Italia                                                                | Qual. Mondiali 2018                                                   | -2                                                                    | Cap.                                                                  |
| 12-11-2016                                                            | Vaduz                                                                 | Liechtenstein                                                         | 0 – 4                                                                 | Italia                                                                | Qual. Mondiali 2018                                                   | -                                                                     | Cap.                                                                  |
| 15-11-2016                                                            | Milano                                                                | Italia                                                                | 0 – 0                                                                 | Germania                                                              | Amichevole                                                            | -                                                                     | Cap. - 46’                                                            |
| 24-3-2017                                                             | Palermo                                                               | Italia                                                                | 2 – 0                                                                 | Albania                                                               | Qual. Mondiali 2018                                                   | -                                                                     | Cap.                                                                  |
| 11-6-2017                                                             | Udine                                                                 | Italia                                                                | 5 – 0                                                                 | Liechtenstein                                                         | Qual. Mondiali 2018                                                   | -                                                                     | Cap.                                                                  |
| 2-9-2017                                                              | Madrid                                                                | Spagna                                                                | 3 – 0                                                                 | Italia                                                                | Qual. Mondiali 2018                                                   | -3                                                                    | Cap.                                                                  |
| 5-9-2017                                                              | Reggio Emilia                                                         | Italia                                                                | 1 – 0                                                                 | Israele                                                               | Qual. Mondiali 2018                                                   | -                                                                     | Cap.                                                                  |
| 6-10-2017                                                             | Torino                                                                | Italia                                                                | 1 – 1                                                                 | Macedonia                                                             | Qual. Mondiali 2018                                                   | -1                                                                    | Cap.                                                                  |
| 9-10-2017                                                             | Scutari                                                               | Albania                                                               | 0 – 1                                                                 | Italia                                                                | Qual. Mondiali 2018                                                   | -                                                                     | Cap.                                                                  |
| 10-11-2017                                                            | Solna                                                                 | Svezia                                                                | 1 – 0                                                                 | Italia                                                                | Qual. Mondiali 2018                                                   | -1                                                                    | Cap.                                                                  |
| 13-11-2017                                                            | Milano                                                                | Italia                                                                | 0 – 0                                                                 | Svezia                                                                | Qual. Mondiali 2018                                                   | -                                                                     | Cap.                                                                  |
| 23-3-2018                                                             | Manchester                                                            | Argentina                                                             | 2 – 0                                                                 | Italia                                                                | Amichevole                                                            | -2                                                                    | Cap.                                                                  |
| Totale                                                                |                                                                       | Presenze (1º posto)                                                   | 176                                                                   |                                                                       | Reti                                                                  | -146                                                                  |                                                                       |

### Record

#### Record individuali
- Calciatore con più presenze nella storia della Serie A (657).[14]
- Portiere con la più lunga striscia di imbattibilità nella storia della massima serie italiana (974'),[13] considerando sia la Serie A a girone unico sia i campionati precedenti alla sua istituzione (i record passati erano detenuti rispettivamente da Sebastiano Rossi con 929'[13] e Gianpiero Combi con 934'[253]).
- Portiere con più partite consecutive senza subire gol in Serie A (10).[254]
- Portiere ad aver mantenuto più volte la porta inviolata in Serie A nell'era dei tre punti.[255]
- Calciatore italiano con più presenze nelle squadre di club (975).[256]
- Calciatore ad aver vinto il maggior numero di campionati di Serie A (10).[11]
- Calciatore ad aver vinto più volte la Coppa Italia insieme a Roberto Mancini (6).[257]
- Calciatore ad aver vinto più volte la Supercoppa italiana (7).[258]
- Calciatore con più presenze nella storia della Supercoppa italiana insieme a Dejan Stanković (9)
- Uno dei sei calciatori, insieme ad Antonio Carbajal, Rafael Márquez, Lothar Matthäus, Lionel Messi e Cristiano Ronaldo, ad aver partecipato a cinque edizioni del mondiale:[12] nel 1998 (senza scendere in campo), 2002, 2006, 2010 e 2014.
- Portiere più anziano ad aver parato un rigore in Serie A.[259]

#### Record nella Juventus
- Calciatore con più presenze nei campionati italiani con la maglia della Juventus (526).
- Calciatore con più presenze in Serie A con la maglia della Juventus (489).[15]
- Calciatore con più minuti giocati in Serie A con la maglia della Juventus.[260]
- Calciatore con più presenze in Coppa Campioni/UEFA Champions League con la maglia della Juventus (117).[261]
- Calciatore con più presenze nella Supercoppa italiana con la maglia della Juventus (8).[262]
- Calciatore con più minuti giocati nella Juventus in tutte le competizioni.[263]
- Calciatore ad aver vinto il maggior numero di trofei con la maglia della Juventus (23).[257]

#### Record nella nazionale italiana
- Calciatore con più presenze nella nazionale di calcio dell'Italia (176).
- Calciatore con più presenze da capitano nella nazionale italiana (80).

## Palmarès

### Club

#### Competizioni nazionali
- Coppa Italia: 6  (record condiviso con Roberto Mancini)

Parma: 1998-1999
Juventus: 2014-2015, 2015-2016, 2016-2017, 2017-2018, 2020-2021
- Supercoppa italiana: 7  (record)

Parma: 1999
Juventus: 2002, 2003, 2012, 2013, 2015, 2020
- Campionato italiano: 10  (record)

Juventus: 2001-2002, 2002-2003, 2011-2012, 2012-2013, 2013-2014, 2014-2015, 2015-2016, 2016-2017, 2017-2018, 2019-2020
- Campionato italiano: 1 (revocato)

Juventus: 2004-2005
- Campionato italiano di Serie B: 1

Juventus: 2006-2007
- Supercoppa francese: 1

Paris Saint-Germain: 2018
- Campionato francese: 1

Paris Saint-Germain: 2018-2019

#### Competizioni internazionali
- Coppa UEFA: 1

Parma: 1998-1999

### Nazionale

#### Competizioni giovanili
- Campionato d'Europa Under-21: 1

Spagna 1996
- Giochi del Mediterraneo: 1

 Bari 1997

#### Competizioni maggiori
- Campionato mondiale: 1

Germania 2006

### Individuale
- Trofeo Bravo: 1

1998-1999
- Oscar del calcio AIC/Gran Galà del calcio AIC: 16

Miglior portiere: 1999, 2001, 2002, 2003, 2004, 2005, 2006, 2008
"Fan" award: 2006, 2007
Squadra dell'anno: 2012, 2014, 2015, 2016, 2017
Miglior calciatore assoluto: 2017
- ESM Team of the Year: 3

2002-2003; 2014-2015; 2016-2017
- Miglior giocatore della Supercoppa italiana: 1

2003
- Miglior portiere europeo: 3

2003, 2016, 2017
- Miglior giocatore UEFA: 3

Miglior portiere: 2003, 2017
Miglior giocatore dell'anno: 2003
- Squadra dell'anno UEFA: 5

2003, 2004, 2006, 2016, 2017
- Portiere dell'anno IFFHS: 5

2003, 2004, 2006, 2007, 2017
- Inserito nel FIFA 100

2004
- Premio Yashin: 1

2006
- All-Star Team del mondiale: 1

Germania 2006
- FIFA FIFPro World XI: 3

2006, 2007, 2017
- Squadra del torneo dell'europeo: 2

Austria-Svizzera 2008, Polonia-Ucraina 2012
- Premio IFFHS: 2

Miglior portiere degli ultimi 20 anni: 2009, 2012
- Premio IFFHS: 1

Miglior portiere del decennio (2000-2009)
- Premio IFFHS: 1

Miglior portiere del XXI secolo (2012)
- Premio IFFHS: 1

Miglior portiere degli ultimi 25 anni: 1987-2012
- Premio IFFHS: 1

Miglior portiere di tutti i tempi: 1987-2020
- Squadra della stagione della UEFA Europa League: 1

2013-2014
- Squadra della stagione della UEFA Champions League: 2

2014-2015, 2016-2017
- Pallone Azzurro: 2

2013, 2016
- Premio Gianni Brera allo sportivo dell'anno: 1

2015
- Premio Nazionale Carriera Esemplare "Gaetano Scirea": 1

2016
- Golden Foot: 1

2016
- The Best FIFA Goalkeeper: 1

2017
- Gazzetta Sports Awards nella categoria Uomo dell'anno: 1

2017
- Squadra maschile dell'anno IFFHS: 1

2017
- Candidato al Dream Team del Pallone d'oro (2020)
- Premio IFFHS: 1

Miglior portiere degli ultimi 35 anni (1987-2022)
- Globe Soccer Awards alla carriera

2024
- UEFA President's Award: 1

2024

## Opere
- Numero 1, con Roberto Perrone, Milano, Rizzoli, 2008, ISBN 978-88-17-02438-9.
- Cadere, rialzarsi, cadere, rialzarsi, Milano, Mondadori, 2024, ISBN 9788835738763.

## Videografia
- Gol Parade: episodio 13, Le parate più belle di sempre, La Gazzetta dello Sport, Logos TV, RCS Quotidiani, 2002.